# ブラック★ロックシューター
ブラック★ロックシューター（BLACK★ROCK SHOOTER、ブラックロックシューター、ぶらっくろっくしゅーたー、略称：B★RS、BRS。 正式名称は名前に★が入る）は、日本のイラストレーター、hukeによってデザインされたキャラクター、およびそれを元にした楽曲・アニメーション・TVゲーム作品である。

## 略歴
元々はhukeが2007年12月26日にpixivや自身のブログにおいて発表していた1枚のキャラクターイラストから始まった。注目を集めるきっかけとなったのはsupercellのryoがこのキャラクターに着想を得て音声合成ソフト「初音ミク」を用いた曲を作り、hukeが映像を付けて2008年6月13日に『初音ミクがオリジナルを歌ってくれたよ「ブラック★ロックシューター」』として動画投稿サイトニコニコ動画で発表した動画である。ニコニコ動画上では累計の再生数が2008年末までに100万回以上を記録するなど、曲自体が多大な反響を得ると共に、キャラクターにも注目が集まるようになった。楽曲は動画と共にsupercellのデビューアルバム『supercell』にも収録され、hukeのイラストを立体化したPVC塗装済み完成品フィギュアが「1/8スケールフィギュア ブラック★ロックシューター」としてグッドスマイルカンパニーにより発売されたのを始めキャラクターの商品化も行われるようになった。2010年にはアニメーションが公開され、2011年にはPlayStation Portable用としてゲーム化が決定、同年の8月25日に発売。また、2011年6月に月刊ヤングエースにて、デザインやストーリーをオリジナルのものにした漫画が連載を開始する。
2012年に先のOVAを基に手直されたノイタミナ制作のTVアニメが放映されて以降、音沙汰がなかったが2021年の9月16日に『BRSプロジェクト』の始動を宣言し、ポータルサイトを開設と共に10年振りとなる新TVアニメ『ブラック★★ロックシューター DAWN FALL』を発表。生誕14年目となる同年12月26日に来秋配信予定のアプリゲーム『ブラック★ロックシューター FRAGMENT』（ティザー）を発表した。

## キャラクター設定
黒髪を左右の長さが異なるツインテールにしており、左目に青い炎を宿した15歳の少女。腕に毎秒20発の岩石を発射できる大砲「★Rock Cannon」を装備している。イラストやフィギュアのバリエーションとして、刀に似た兵器「Black Blade」や大剣を構えたものもある。髪形など容姿が初音ミクに似ていることから初音ミクの派生キャラクターという誤解があるが、初音ミクによる楽曲で有名になったという経緯はあるものの、本来はVOCALOIDとは無関係である。
イラストとして描かれた当初は特に設定なども無く、単に女の子が武器を持っている絵という構想で描かれた物だったという。

### その他のキャラクターバリエーション
BRSB（Black Rock Shooter BEAST）
短く切り詰められた髪、ミニスカートやキャミソール調の丈の短い衣服が特徴。武装は大型拳銃の「セブン・ショット」と、両刃の大剣「BRSブレード」に変更されている。デザイナーであるhukeの画集「BLK」にfigmaが特典として付属する。
インセイン・ブラック★ロックシューター（I.BRS）
全体的に刺々しく、禍々しい鎧のような衣装を身に付けた姿。身長を大きく上回る大型の槍「インセイン・カノンランス」と、骨のような意匠の剣「インセイン・ブレードクロウ」を武器とする。6月22日に発売される、テレビアニメ版ブラック★ロックシューターのBlu-ray/DVD-BOX特典としてfigmaが付属する。

## 楽曲
楽曲の「ブラック★ロックシューター」はhukeが描いたイラストに一目惚れしたsupercellのryoが「初音ミク」を用いてこのキャラクターの楽曲として制作したものである。ryoはこの曲を「歌詞を大切にした”読む音楽”」として作ったとしている。「ブラック★ロックシューター」のイラストは当時スランプに悩んでいたhukeが立ち直るきっかけになったイラストでもあるが、hukeはryoが「ブラック★ロックシューター」のイラストをただ見ただけにもかかわらず、そうしたキャラクターに込めた想いや背景が全て歌詞に反映された、自分のイメージ通りの楽曲が出来上がっていたことに驚いたという。
2008年6月13日に、hukeが作成した映像と合わせて「初音ミクがオリジナルを歌ってくれたよ「ブラック★ロックシューター」」として動画投稿サイトニコニコ動画に投稿、発表され、同年末までに累計の再生数が100万回を越える人気となった。なお、「ブラック★ロックシューター」はこのように初音ミクをボーカルに用いて作成された曲で有名となったが、経緯を知らないユーザーによる初音ミクの派生キャラクターとする誤認に対応するため、初音ミクを開発元のクリプトン・フューチャー・メディアが運営する投稿サイトピアプロにおいてはユーザーへの注意を行っており、生みの親であるhukeも「BRSはミクではない」とクリプトンの警告に付随する形でコメントしている。ピアプロへのイラストの投稿も、当初は禁止されていた（2010年7月30日から投稿が可能となった）。
同曲は2009年3月4日にソニー・ミュージックエンタテインメントから発売されたsupercellのメジャーデビューアルバム『supercell』にも全てレコーディングしなおされた上で動画と共に収録された。
2009年9月30日に発売されたアニメのパイロット版を収録したブルーレイ/DVD、「BLACK★ROCK SHOOTER -PILOT Edition-」には、生演奏に、初音ミクの追加ライブラリ「初音ミクAppend」開発の中で作られたベータ版を使用した新録音源を収録した音楽CDが収録されている。
また、2009年4月に放送された『ブラック★ロックシューター』フィギュアのテレビCM曲にも同曲が使用されている。
また、太鼓の達人Wii みんなでパーティ3代目に収録されている。

## アニメ『ブラック★ロックシューター』
OVA、テレビアニメ共に、主人公の黒衣マトを中心とした「現実世界」での学校生活を主軸に置かれ、ブラック★ロックシューターたちのいる「裏世界（他に「精神世界」や「幻想世界」等、ユーザーによって呼び名は様々であり、テレビアニメ版公式サイトでは「虚の世界」と表記。本項目では「裏世界」で統一）」での展開が、現実世界のマトたちの精神的な動きや言動と平行する形で密接にリンクしているという特徴がある。
また、ストーリー全体の展開を理解しないと現実世界と裏世界の展開の繋がりを把握するのが困難であることから、視聴したユーザー達によって全体の展開を納得させるための独自研究が各所で行れている。

### OVA
AG-ONEなどによるコンテンツ企画プロジェクト「SEED PROJECT」の第1作として製作、2010年に公開予定とし、これに先立つ形で2009年9月30日にパイロット版を収録したDVD・Blu-ray Discと新規音源を収録したCDによるパッケージソフト『BLACK★ROCK SHOOTER -PILOT Edition-』が発売された。
2010年3月24日には50分のOVAとしてリリースされることが発表された。提供の形は7月24日から期間限定で本編全てが収録されたDVDを雑誌付録にするのを始め、店頭・イベント等でのDVDの無料配布、ネット上での全編動画配信、上映会の実施など、様々な形態で無料公開を行った。こうした無料展開によってフィギュアなどの関連商品の売り上げに繋げるほか、パッケージソフトとして特典を付加したBlu-ray版とBlu-ray&DVD特装版も2010年12月17日に発売された。なお、本編の配布の開始は当初6月25日発売の「月刊ホビージャパン8月号」からと発表されていたが、「制作上の都合」から7月24日発売の9月号へ変更された。なお、雑誌の付録はホビージャパン以外に、メガミマガジンとアニメディアにも付いたほか、ブラック★ロックシューター関連のフィギュア製品にも同梱されていた。また、2011年5月2日には日テレプラスにてテレビ放送された。
パッケージ版には本編の他に、hukeによるジャケットイラストの作画の模様を収録した映像、ブラック★ロックシューターのパペットを用いて『ナイトメアー・ビフォア・クリスマス』『コララインとボタンの魔女』を手がけたスタッフによって制作、リンキン・パークのジョー・ハーンが音楽を担当した、ストップモーションムービーとそのメイキング映像、制作発表会で使われた物やトレーラーなどの各種PV集が収録されている。

#### あらすじ（OVA）
中学校へ進学した黒衣マトは、同じクラスになった小鳥遊ヨミと親しくなる。1年間を通じて友情を深めあった2人だったが、2年生になって違うクラスに分かれ、マトに友人が増え始めた頃から、2人は少しずつすれ違うようになっていく。ある日、ヨミが学校を欠席していることを気にかけたマトはメールや電話をしてみるが、一向に通じない。落ち込むマトの携帯に一通のメールが入るが、それはヨミからではなく母からのものだった。「小鳥遊さんが行方不明になり、警察が事情を聞きに来ている。すぐ帰ってきなさい」と。
同じ頃。この世界とは違うどこかの世界で、左目に青い炎を灯し、大型の砲を左腕に装着した謎の少女が、何者かと戦いを繰り広げていた。

#### 登場人物（OVA）
黒衣 マト（くろい マト）
声 - 花澤香菜
小柄で天真爛漫な性格の中学生。入学式の時に見かけたヨミが気になり、同じクラスになったことから声をかけ、親友となった。体育を得意としており、背が高くなりたいという理由からバスケットボール部に入部、期待の新人として活躍するようになる。
しかし、2年生になってユウと急速に仲良くなった事がきっかけでヨミとは疎遠になってしまう。
本編ラストで現実世界にやってきたブラック★ロックシューターと融合し、裏世界へ向かうような形で終了する。
小鳥遊 ヨミ（たかなし ヨミ）
声 - 沢城みゆき
ドイツから引っ越してきた帰国子女で、マトとは対照的に落ち着きのある大人びた性格をしている。背が高いものの、本人はそれをコンプレックスにしている。マトの所属するバスケ部と体育館を共有するバレー部に入部している。得意教科は数学。
2年生になると、マトがユウと急速に仲良しになったことでマトとの関係が疎遠になってから、突然行方不明になった。本編ラストで、裏世界でデッドマスターと融合していたことが判明、ブラック★ロックシューターの活躍で救出され、現実世界に戻ってからはマトとの関係も回復する。
ユウ
声 - 阿澄佳奈
バスケットボール部のマネージャーで、2年に進級した際にマトと同じクラスになる。身長はマトよりも一層小柄。
マトと急速に仲良くなったことで、マトとヨミが次第に疎遠になってしまったきっかけともなってしまう。本編ラストでヨミが現実世界に戻り、マトとの関係が回復した時、逆にマトと関係が疎遠になってしまい、暗い影を落としていた。
黒衣 ヒロ（くろい ヒロ）
声 - 久野美咲
マトの弟。
ブラック★ロックシューター
声 - 花澤香菜
裏世界に存在しており、何かを求めるように裏世界を彷徨う少女。
左目に蒼い炎を宿し、日本刀に似た「Black blade」、毎秒20発の岩石を発射する重火器「Black rock cannon」を装備している。また、「Black rock cannon」はスピア状に変形させて近接戦闘に用いることもできる。
本編冒頭、ブラックゴールドソーと対戦し、腹部を斬られて敗北。大きな縫合跡を付けた状態で再登場し、デッドマスターの城に向かう。
本編中盤、城内でデッドマスターと交戦。「スカルヘッド」を駆使した攻撃をさばき、次第に優位に戦況を進めていくが、鎖を使った攻撃に圧倒され、拘束されてしまう。その後、自身を拘束していた鎖を引きちぎって脱出、デッドマスターと融合していたヨミを救出する。
ラストで現実世界に現れ、マトにヨミを探す手助けをすると話し、マトと融合した。
デッドマスター
声 - 沢城みゆき
緑色の裏世界に住む、漆黒のドレスを身につけ、角と翼を持った少女。ブラック★ロックシューターと死闘を繰り広げるようになる。大鎌「Dead scythe」を得物とする他、髑髏型の浮遊物体「スカルヘッド」を従え、無数の漆黒の鎖も操る。
ブラック★ロックシューターとの対戦では1回目は「スカルヘッド」2体のみで、2回目は「スカルヘッド」と共闘、3回目で「Dead scythe」を破壊されるが鎖と接近戦でブラック★ロックシューターを圧倒、拘束に成功する。しかし、拘束から脱出したブラック★ロックシューターに抱擁され、必死に抵抗するも融合していたヨミと分離、落下しながら消滅した。
実際の声は笑みを漏らす、抵抗する際に声を漏らす、断末魔の叫び位しかない。
ブラックゴールドソー
作品冒頭、青色の裏世界でブラック★ロックシューターを倒した、悪魔のような角を持った、赤い瞳で長身の少女。戦闘力が高く、「King saw」と呼ばれるノコギリ状の大太刀を使いこなす。
ブラック★ロックシューターの腹部の大きな傷跡をつけた人物でもあるが、彼女とブラック★ロックシューターが戦っていた理由や、冒頭後の彼女の消息等は全く説明されていない。また、声を一度も出していない。
ストレングス
別の裏世界でたたずんでいる、蠍のような見た目の尻尾と巨大な腕を持つ少女。両腕に外骨格構造を持つ機械の腕「Orge Arm」を装備している。
本編では約1分程度の登場で、何の為に登場したのか等の詳細は明かされていない。台詞も一言も話していない。

#### スタッフ（OVA）
- 原作 - huke
- 監修 - 山本寛
- 監督 - 吉岡忍
- 脚本 - 谷川流、吉岡忍
- キャラクターデザイン・作画監督 - 松尾祐輔
- 美術監督 - 袈裟丸絵美
- 色彩設計 - 中島和子
- 撮影監督 - 廣岡岳
- 編集 - 坪根健太郎
- 音楽 - ryo
- 音響監督 - 菊田浩巳
- 製作総指揮・プロデューサー - 安藝貴範
- アニメーション制作 - Ordet
- 製作 - B★RS Project

#### 主題歌（OVA）
エンディングテーマ「Braveheart」
作詞・作曲・アレンジ - ryo / 歌 - THE GOMBAND

### テレビアニメ
2011年8月発表。2012年2月2日より3月まで、フジテレビ「ノイタミナ」枠およびニコニコチャンネルにて放送。全8話の構成は、通常1クール12話前後を基本単位とするTVシリーズとしては異色。OVA版を原作としたリメイク版に当たり、ストーリー上のつながりは無いが、基本設定は変更を加えしつつ受け継がれており、新たな登場人物を加えて物語を膨らませるとともに、世界観がより詳しく描写されている。
現実世界の人物は主に通常のセルアニメ、裏世界の人物は3DCGで描かれ、異世界感を際立たせる演出として機能するとともに、限られた作画労力で細緻な造型のキャラクターの活劇を可能とした。

#### あらすじ
中学校へ進学した黒衣マトは、クラスメートの小鳥遊ヨミと苗字に興味を持ったことと、お互いに同じ絵本が好きであったことを切っ掛けに親しくなる。だが、彼女はなかなかマトに心を開こうとしない。その原因は、幼馴染の出灰カガリに行動や交友関係を監視・束縛され続けていることにあった。
一方、現実世界と異なる「虚の世界（裏世界）」では、ブラック★ロックシューターと何者かの戦いが続いていた。

#### 登場人物
設定は異なっているが、OVA版の主要な登場人物とその担当声優は全て引き継いでいる。

##### 現実世界の住人
黒衣 マト
声 - 花澤香菜
主人公。夢でブラック★ロックシューター達を見ているが、それが何を暗示するのかは分からずにいる。「ことりとり いろいろのいろ」という絵本が大好きで、これにちなんだストラップをケータイに付けている。始業式で出逢ったヨミがストラップに気付いたことが切っ掛けで親交が始まる。バスケ部に所属し、アラタから準レギュラーに推薦されたが、他の部員によると、周りと溶け込もうとしないとのこと。恋愛に興味はあるが、自分にはまだ早いと考えている。
第5話終盤、ヨミを助けるべくユウの協力を得て精神だけで裏世界へ旅立ち、ブラック★ロックシューターと融合するが、一瞬遅く、自らの手でデッドマスターの胸に刀を突き立てることになってしまう。ヨミの姿をしたデッドマスターを自らの手にかけたショックがブラック★ロックシューターにも影響して暴走を始め、マト自身もブラック★ロックシューターに取り込まれる形となり、現実世界に戻る事ができなくなり、肉体は仮死に近い状態に陥ってしまった。しかし、暴走するインセイン・ブラック★ロックシューターがストレングス（本来のユウ）を手にかけようとした瞬間、自分の意思により本来のブラック★ロックシューターとして分離する。その姿でインセイン・ブラック★ロックシューターから戦うよう催促され、一度は拒絶するも「（自身だけが傷つきながら他人の傷を否定することが）ズルい」という言葉を受けて真正面から向き合う事を決意。死闘の末、ブラック★ロックシューターと戦った少女らと共に彼女を撃破し、ストレングスの精神の消滅を見届け、ブラック★ロックシューターに見送られて現実世界に戻った。その後、カガリや転校してきた本来のユウ共々、ヨミが作ったお揃いのミサンガを付けて固い絆で結ばれる。
小鳥遊 ヨミ
声 - 沢城みゆき
マトの同級生。OVAとは違い眼鏡をかけており、所属部活が美術部に変更された。外見ではカガリとの歪んだ関係の重圧になすすべが無い弱々しさが強調される一方、内に秘めた独占欲と依存心の激しさは倍加しており、それが徐々に露わになっていく。文化部系になったが長身は相変わらず、また年齢の割には着やせするタイプ。
マトとは入学式に出逢い、自作のミサンガに興味を持たれたことと、同じ絵本「ことりとり いろいろのいろ」が好きだったことが切っ掛けで互いに惹かれ合う。しかし、ヨミを独占しようとする幼馴染のカガリから強硬な妨害を受ける。カガリに抗する勇気を持てないでいたが、マトからそうした態度がカガリをも不幸にしていると叱咤激励を受けて、カガリと対峙し関係を改善できた。しかし今度は、マトがユウを初め他人と親しくしたり、カガリがクラスメイトと打ち解けていったりすることに寂しさや嫉妬心を抱くようになり、ユウには激しい嫌悪と憎悪を、マトやカガリには異常な依存心を見せ始めるようになる。カガリがヨミとの思い出の記憶を失っていると知ったことで、遂に精神の平衡を失い、美術部で描いていたマトの絵におどろおどろしい彩色をしたり、ユウに渡したミサンガに自らの髪の毛を編みこんだり、図工の授業で自分の髪の毛を切り始めるなどの奇行を取るようになってしまう。（髪を切った後は、赤いリボンのような物を編み込んだ三つ編み風の髪型にした）
デッドマスターがブラック★ロックシューターに討たれた事で精神の平衡を取り戻せたが、代償としてマトやカガリに関する記憶を失ってしまった。しかし、マトの行方不明を知らされた直後から記憶が蘇りはじめ、最終的に全てを思い出した。戦いが終わった後、マト、カガリ、本来のユウにミサンガをプレゼントし、友情を誓い合う。
神足 ユウ（こうたり ユウ）
声 - 阿澄佳奈
マトの同級生。OVAとの違いは、制服と前髪のヘアピンの他、マトの幼馴染とされているため冒頭から仲が良い。バスケ部のマネージャーとしてマトと二人で居る他、あさやけ相談室によく出入りしている。第5話では何故か部員達から存在を忘れられてしまっており、マト自身も記憶が曖昧であることに気付き愕然としているところに現れて「もう一つの世界」の存在を教え、マトの精神をそこへと誘う。
実は、本来は裏世界にいるはずのストレングスの精神。かつてサヤと同じ学校に通っていたユウの肉体に宿り、当時の姿のまま現実世界をさまよい続けており、周囲の人間の記憶や認識を操作してマトたちの同級生として振る舞っていた。元々は感情を持たない存在だったが、現実世界で生きることに絶望していた本来のユウの呼びかけにより感情を持つようになり、ユウに体を無理やり取り替えられた。
本来のユウは幼い頃から育児放棄され、学校では虐められ、誰にも心を開かず生きていた。そんな中で「自分の痛みを引き受けてくれる、もう一人の自分」が住む裏世界の存在に気づき、それを学生時代のサヤに教えた。裏世界でストレングスとして生きる本来のユウのことは、サヤともども「私たちのあの子」と呼んでいる。
マトを取り込み暴走したブラック★ロックシューターを止めるために必死にマトに呼びかけるが、現在のストレングスである本来のユウに取り込まれてしまう。マトがインセイン・ブラック★ロックシューターと分離して、インセイン・ブラック★ロックシューターを撃破する際に自らを犠牲にして彼女に力を与え、マトと本来のユウに見届けられ消滅した。その後、本来のユウは現実世界に戻り、マト達の親友になった。（仔細に観察すると、最終話で本来のユウが現実に回帰するまで足元に影が描かれていないことで暗示されている）
納野 サヤ（いりの サヤ）
声 - 能登麻美子
マト達が通う中学校にある『あさやけ相談室』のスクールカウンセラー。愛称は「サヤちゃん先生」。いつも優しく温厚な笑みを浮かべ、相談に訪れた生徒達によくコーヒーを振る舞っているが「本当はコーヒー嫌いだが、都合が良い」と意味ありげに呟く。マトやユウ達に「人の心の中には、自分ではないもう一人の自分が居て、心の痛みを代わりに受けてくれている」と語る。また、特定の生徒をマークし、生徒のトラウマを惹起するようなカウンセリングを行ったり、カウンセリング中に突然涙を流すなど異常な行動を取ることがある。さまざまなシンボルが描かれた多数のマグカップを集めており、状況に応じた暗示的に用いている。
実はユウ（ストレングス）とは中学時代からの付き合いで、彼女から裏世界のことを知らされている。特定の少女達の精神に負荷をかけることでデッドマスターを始めとする裏世界の住人たちを目覚めさせ、そこで生まれた未完成の少女達を守ろうとしている。異常な行動やカウンセリングは全てその為の布石だった。ブラック★ロックシューターは世界の破壊者として敵視しているが、マトのことまでは敵視することが出来ず、ユウの過ちで現実世界に戻れなくなってしまったマトを救出するためにゴールドソーを通じて呼びかけを試みる。ラストでも引き続きあさやけ相談室に勤務しており、マトたち4人が挨拶に訪れていた。
出灰 カガリ（いずりは カガリ）
声 - 喜多村英梨
ヨミの幼馴染。人形のように愛らしい容姿とは裏腹に、かなりの毒舌家。幼少時からヨミを好きで慕っていたが、彼女が海外に引っ越す際、別れを受け入れられずヨミの乗った車を追いかけたことで交通事故に遭ってしまい、足が不自由となったため現在まで車椅子生活。「ヨミのせいで足が不自由になったのだから、彼女はずっと自分に尽くさねばならない」と思い込んだことで現在の性格とヨミとの関係が形成された。実際には足は既に完治しており、動かないのは彼女の心に問題と診断されている。学校にも通わずヨミの家に入り浸って彼女の行動や交友関係を監視・束縛しており、彼女と仲良くなろうとするマトにも陰湿な嫌がらせをする。
マトの働きかけによりヨミが勇気を持って歩み寄ったこと、加えて裏世界でチャリオットがブラック★ロックシューターに討たれたことで悩みから解放され、明るく落ち着いた性格に変わり、足も回復し学校へも通うようになる。この際に長く垂らしていた髪をポニーテールにして外見も一変する。（また、幼く見えた姿や言動とは裏腹に、実は身長もマトやヨミより高い）口下手ながらも持ち前の毒舌でクラスメイトともすぐに打ち解け、嫌悪の対象だったマトとも良好な関係を築けるようになった。その一方、チャリオットが討たれた事で悩みと共にヨミが今まで自分のために尽くしてくれていた記憶をも失っており、そのことがヨミの精神に決定的な破綻をもたらすことになってしまう。第8話で記憶が蘇ったことでヨミとの関係も修復し、マトやユウとも仲良くしていた。
好物はマカロンで、どどめ色など奇矯な着色を施したものを自分で焼いていたのか、学校では調理部に入部した。
小幡 アラタ（こはた アラタ）
声 - 沼倉愛美
マトとユウが所属するバスケ部の主将。同学年からは「こはっち」、後輩からは「こはっち先輩」と呼ばれている。マトの実力を高く買い、準レギュラーに推薦した。男勝りでさっぱりした性格から部員達に慕われているが、男子生徒からは異性として見られていないことが悩み。サヤのアドバイスにより想いを寄せるタクにラブレターを渡したが、後日それを校内に晒されて生徒から嘲笑の的になってしまう。その日の部活の練習中に左足を捻挫し、「裏世界」でブラック★ロックシューターにもう一人の彼女である未完成の少女が殺されたことで、保健室で昏倒してしまう。後日、登校してきたものの、タクのことに関する記憶が一切なくなっていた。第8話でタクのことを思い出し、ラストで連れ立って登校する姿を見せており、交際している模様。バスケ部合宿の折、「日本男児たるもの強くあってほしい」との希望から、タクへのお土産として木刀を買っている。
黒衣 ヒロ（くろい ヒロ）
声 - 久野美咲
マトの弟。OVA版にも登場。
滑地 タク
声 - 松岡禎丞
アラタが想いを寄せている男子生徒。バスケ部の合宿前の日にアラタから告白交じりのラブレターをもらうが、それを校内に晒されてしまう。後日、登校してきたアラタに謝罪するとともに好意を打ち明けるも、記憶を失っていたアラタからは「あなたの事、よく解らない」と言われてしまう。第8話終盤では関係を修復できた模様。

##### 「虚の世界（裏世界）」の住人
現実世界とは別にある「もう一つの世界」。記事の名称はテレビアニメ版公式サイトで確認できるが、作中では明言されていない。現実世界の少女達の悩みや苦しみが具現化されたもの。ユウとサヤの話によると、ここの住人は、現実世界の人間の心の傷を代わりに受け止めてくれる、もう一人の自分であり、思念体。感情を持っておらず、現実世界の自分の感情を本能として戦っている。死ぬことで、その住人と繋がりのある現実世界の住人は悩みやトラウマから解放される代わりに、それにまつわる記憶の一部を失ってしまうが、思い出せば復活出来る。
後述する他にも多数の住人が存在することが、ストレングスの回想や、チャリオットとデッドマスターとともに遺棄されていた無数の亡骸から見て取れる。
住人はそれぞれ固有の、独立した世界のような景観のテリトリーというべき領域を有しており、住人達の生死によって崩壊したり復活したりする。思念体は自身のテリトリーにいる限り現実世界の住人達からアクセスが可能で、ユウは自らの意思でストレングスと身体を交換し、サヤはブラックゴールドソーをある程度自由に操作することも可能であるが、他のテリトリーに入ってしまうとアクセスが不可能になる。また、ほとんどの人間からはその存在すら知覚できない。
終盤、ブラック★ロックシューターとして戦うマトに感応して復活した住人たちにより、全てのテリトリーが融合した。
ブラック★ロックシューター
声 - 花澤香菜
マトの思念体。イメージカラーは「青」（マト曰く「涙の青」）。シンボルは五芒星。
原作・OVAとやや上着のデザインが異なり、普段はフードを被って行動し、髪の毛を露出させることは少ない。また、外見上では着ている服がジャケット風ではなくスーツに近いデザインとなっており、髪のボリュームも抑えられ、腹部にある縫い跡が無い。Black rock cannon は必要なときに空間から呼び出して装備し、砲身は大口径のガトリング砲（ゲーム版にも同様の兵器が登場しており、その時の名称は「ヴォルケイン」）に変形させることが出来、両手に2門同時使用したこともある。サヤ達からは「もう一つの世界」を破壊する者として敵視されている。
通常時の戦闘能力はさほど突出しているわけでもなく、劇中では敵の猛攻に一方的に蹂躙されることもしばしばだが、特筆すべきは耐久力。攻撃を受けると血しぶきのようなものが噴出するが、ダメージを意に介している様子も無く何度でも立ち上がり、最後には競り勝つ。
第6話でマトと融合直後、暴走を始めインセイン・ブラック★ロックシューターへと変貌する。マトの意志が閉じられてからは残酷な戦い方で誰彼構わず地に付かせたが、分離して本来のブラック★ロックシューターとなったマトに敗北した後、元の姿に戻り、マトに「（彼女が）大好きだから」と伝えて現実世界に帰す。その後、結合した「虚の世界」でストレングスと行動を共にしている。
ストレングスに感情が芽生える前から存在し、残忍とも取れる戦い方でストレングスを撃退した過去を持つ。また、現実世界のユウ（本来のストレングス）は「マトが悩みや嫉妬などの負の感情に憎しみを持っている事に影響して誕生した」と語っている。
固有のテリトリーは青一色に棘と大砲が生えたような風景となっている。第一話で登場した際は青空を思わせる明るい空であったが、最終話で再登場した際は群青色の薄暗い空になっている。
インセイン・ブラック★ロックシューター
マトと融合したことで真実の力に目覚めた姿。瞳と炎の色が紫に変わり、服装のデザインも鎧のようになる。huke の原画では、胴体を真っ二つにされたような巨大な縫合跡が存在するが、本作には無い。マトが融合している為、自身が負傷すればマトも同じ激痛を受ける事となる。
インセイン(狂気)の名前のとおり、ダメージを顧みない戦いぶりはさらに苛烈なものとなり、負傷で不如意になった腕を自ら引きちぎるほど。主武装「インセイン・カノンランス」は、見た目通りの巨大な槍としての使い方が主だが、刃の付け根にリボルバー拳銃の弾倉に似た2連装の銃口が備えられており、刃の両脇から紫色の弾丸を乱射することが出来る。さらに無数の仕込み銃を内蔵しており、遠隔操作でブラック★ゴールドソーの腕を断ち、ストレングスに捕まった時には周囲へ銃撃をばらまいて脱出している。
デッドマスター殺害後、ブラック★ゴールドソー、ストレングスと激戦を繰り広げる。ストレングスとの戦いでは、ストレングスが感情を爆発させ変貌を遂げた事や目を覚ましたマトの妨害もあり苦戦していたが自滅を図ったユウにより形勢を逆転。ストレングス（本来のユウ）にとどめを刺そうとした瞬間、マトの意思により本来のブラック★ロックシューターの姿をとった彼女に分離された。その後、「（自身だけが）痛みを受け止める」という彼女に「人を傷つける痛み」を理解させる為に戦いを挑み、死闘の末、彼女に倒された思念体達の力を得たマトの砲撃を受けて木っ端微塵となり、本来の姿で再生された。
デッドマスター
ヨミの思念体。イメージカラーは「緑」。シンボルは髑髏。
原作・OVAのデザインから一新し、全体として緑を基調とした色となっており、原作・OVAにもあった角や翼、爪はライトグリーンの色彩に変わっている。服装も小悪魔然としたワンピースからゴシック感を強調したベールを被ったウエディングドレスに近いものとなり、黄緑の眼鏡をかけている。
劇中では登場当初ではチャリオットのテリトリーに自らの鎖で自身を拘束しており、否応なしにブラック★ロックシューターとの戦闘を余儀なくされていた。
その後、ヨミの精神崩壊に呼応する形で再び活動を開始。2体のスカルヘッドや骸骨の兵士達を率いてブラック★ロックシューターと血みどろの戦いを繰り広げるも、最後はマトと融合した直後のブラック★ロックシューターの剣に貫かれたことで命を落とし、死体はストレングスによってチャリオットと同じ谷底に投棄される。第7話の最後でヨミがマトのことを思いだした影響で復活し、ブラック★ロックシューター（本来のマト）に力を貸す。
武器はリーチの長い鎖（第1話、第2話）と鞭状に変形する鎌（第4話、第5話）。接近戦では鋭い爪を用いた貫手や蹴りも駆使する。OVA版と同様のスカルヘッドの他、ハンマーや斧を構えた大小様々なサイズの骸骨の兵士も使役している。スカルヘッドはOVA版と比べて遥かに巨大であり、骸骨兵士達と合体して巨人兵士へと変形する機能を持つ。
テリトリーは、黄緑色の靄がかかった墓場で、デッドマスターが活動を再開した際は彼女を中心とした鎖の山か巨大な繭のようなものが形成されていた。デッドマスターの死とブラック★ロックシューターがインセイン・ブラック★ロックシューターへと変身した事により、チェッカー模様の大地に紫色の靄がかかった世界へと変貌を遂げた。
ストレングス
声 - 阿澄佳奈
ユウの思念体。イメージカラーは「灰」。シンボルは四本指の拳。
OVA版に比べ曲線的な形状になった「Orge Arm」と尻尾が大きくなり、肘関節の形状も異なる他、靴下の色が白く、肌の色がより濃くなり、瞳の色がより鮮やかなオレンジに変更されている。テレビアニメ本編初登場は第4話であるが、冒頭部分でチャリオットを谷底へ投棄するシーンのみの登場であり、第5話においてはたったの3秒前後という短い登場だった。第6話ではデッドマスターの死体を回収し、インセイン・ブラック★ロックシューターとの戦いで窮地に立たされたブラック★ゴールドソーを救出、ブラック★ゴールドソーの代わりとしてインセイン・ブラック★ロックシューターに戦いを挑む。
実は、本来なら現実世界にいるはずのユウの精神。元々は「Orga Arm」や尾も小さく、フードの柄がなく靴下の色が白かった以外はOVA版のストレングスに近い姿をしていたが、ユウと入れ替わった事により現在の姿へと変貌した。現実世界に絶望したユウからの呼びかけを受け、強引に身体を取り替えられる。その後、ブラック★ロックシューターを止めるためにマトに呼びかけにきたストレングスの精神を取り込み強化。「Orge Arm」の本数が2本から4本に増える。「Orge Arm」による格闘の他、形態変化させて行う銃撃や、スライドレールで腕を加速させるハンマーパンチなど多彩な攻撃パターンを駆使し、他にも尻尾を槍にしたり、「Orge Arm」で地形を変形させて地の利を得る等、頭脳戦にも長けており、インセイン・ブラック★ロックシューターをも圧倒したが、マトを傷つけたくないストレングスの意思により動きが止まったところを腕を切り落とされて敗れた。
マトの意思により本来のブラック★ロックシューターとして分離した後は、彼女も意思と肉体が分離されていたが、ブラック★ロックシューター（本来のマト）に力を貸した後、精神の方は本来のユウに見届けられ消滅し、本来のユウは現実世界に戻った。
その後、消滅した彼女の意思が残っているかは不明だが、結合した「虚の世界」で復活し、ブラック★ロックシューターと行動を共にしている。
固有のテリトリーはルービック・ミラーブロックスを思わせる黒い立方体パズル状であり、ストレングスの激昂に合わせて爆発炎上したり、ストレングスの手振りに従って彼女に有利な地形へと変形するなど、他のテリトリーと比べてより特異な性質を見せる。最終話、他の思念体達からの助力を得たマトの渾身の砲撃によりインセイン・ブラック★ロックシューターが粉砕されると同時に完成形の立方体へと変形、内側からのエネルギーに耐え兼ねて爆散した。
ブラック★ゴールドソー
サヤの思念体。イメージカラーは「赤」。シンボルは二本角と牙を組み合わせたもの。
原作の赤い角や服装のデザインはほぼ変わっていないが、全体的により鮮やかな赤を基調とした色となっていてロングヘアーの中間部から先端にかけてと両腕の手甲や衣服の袖口が赤一色となっている。また、原作・OVAではブーツを履いていたが、TV版では赤い鎧になっている。
裏世界の他の住人たちと違って、サヤとの結びつきが非常に強く、ほぼ彼女の意思に従って行動しているように見受けられる。当初はブラック★ロックシューターたちを見守る、「傍観者」の立場に徹していたが、インセイン・ブラック★ロックシューターとして暴走を起こしたブラック★ロックシューターを止める為に戦闘に臨む。
空間へ大きな目を形成させる事で別のテリトリーを見渡すことができ、これを利用してブラック★ロックシューターの監視を行っていた。また、地面に溶け込んで違う空間へワープする能力も有している。
武器は金色のノコギリ状の大太刀キングソーであり、第2話においてはキングソーを突き立ててチャリオットのテリトリー崩壊を停止させてもいる。また髑髏型の如雨露で未完成の少女を培養し、戦力として使役する場面も見られた。如雨露は地面に水を撒いて、現実世界のサヤがアクセスするための窓を作り出すことにも使用した。
インセイン・ブラック★ロックシューターとの戦闘で右腕とキングソーを失い、現実世界の自分であるサヤが彼女を通じてマトに呼びかけを行うも、失敗に終わって天命尽きようとした所をストレングス（ユウ）に救われ、彼女によって隔離された事で戦線を離脱、サヤとも繋がる事ができなくなった。その後、マトの意思により本来のブラック★ロックシューターとして分離した影響で、ブラック★ロックシューター（本来のマト）に力を貸す。
固有のテリトリーは大理石のような白い石造りの廃墟。
チャリオット
アニメ版から登場した新キャラクターでカガリの思念体。イメージカラーは「黄」。シンボルマークは王冠を被った後述のメアリー。
両足がバイクのタイヤのようになっており、頭にはゲーム版に登場したシズと瓜二つの冠を被っている。赤子のようなフードを被った蜘蛛型戦車メアリーに搭乗しており、その口からはマカロン型砲弾が射出される。またメアリーと同様の姿をした子蜘蛛も登場し、ブラック★ロックシューターと接触したデッドマスターを拉致した。
メアリーが撃破された際は、メアリーの車輪を盾代わりにし、自らの剣を使い戦闘を行う。
テリトリー内に捕らえていたデッドマスターを巡ってブラック★ロックシューターと戦い、デッドマスターの鎖による援護もあって戦況を有利に進めていたが、デッドマスターが自縛から脱し始めたことで油断が生じ、ブラック★ロックシューターに左腕を切り落とされ、両足の車輪までも破壊される。その後、ブラック★ゴールドソーの乱入に乗じてブラック★ロックシューターに剣で奇襲を図るも、返り討ちに遭い首を切り落とされて死亡。
その後、チャリオットの死体は第4話にて、ストレングスによって谷底に投棄され、投棄された死体が第7話のラストで確認することが出来る。しかし、カガリがヨミの事を思い出した影響で復活し、ブラック★ロックシューター（本来のマト）に力を貸す。
固有のテリトリーは壊れた人形とドールハウス、スイーツなどが複雑に入り組んだピンク色の世界であり、カガリの趣味嗜好が反映されている。2話にてデッドマスターの脱出と同時に崩壊を始め、ブラック★ゴールドソーにより、一度は食い止められたもののブラック★ロックシューターによってチャリオットが殺害されて完全に消滅する。
未完成の少女達
第4話でブラック★ゴールドソーが如雨露で水を撒いた地面から生えてきた。フード付きの黒いローブだけを身にまとった少女達。中にはアラタと同じ顔をした少女もいたが、ブラック★ロックシューターの急襲により全員が斬られ、アラタはタクに関する記憶を失ってしまった。第6話では武装して再登場し、インセイン・ブラック★ロックシューターと交戦するも、やはり敵ではなかった。終盤、デッドマスターやチャリオットと同様に復活してブラック★ゴールドソーの後ろに並んでおり、アラタも記憶を取り戻している。

#### スタッフ
- 原作 - B★RS Project[16]
- 監督 - 吉岡忍[16]
- シリーズ構成・脚本 - 岡田麿里[16]
- キャラクター原案 - huke[16]
- キャラクターデザイン・総作画監督 - 芳垣祐介[16]
- プロップデザイン - タイキ[16]
- CG作画リードアニメーター - 名倉晋作、石川真平
- 美術監督 - 長嶋哲彦[16]、袈裟丸絵美[16]
- 色彩設計 - 中島和子[16]
- 撮影監督 - 廣岡岳[16]
- CG撮影監督 - 山田豊徳[16]
- 編集 - 坪根健太郎[16]
- 音響監督 - 菊田浩巳[16]
- 音響効果 - 森川永子
- 音楽 - 森英治
- 音楽プロデューサー - 佐野弘明
- チーフプロデューサー - 山本幸治
- プロデューサー - 中村浩士[16]、松浦裕暁[16]
- アニメーション制作 - Ordet[16]、サンジゲン[16]
- CG特技監督 - 今石洋之
- 制作 - BRS on TV（フジテレビジョン、グッドスマイルカンパニー、東宝、MAGES.、アニプレックス、電通、ウルトラスーパーピクチャーズ）

#### 主題歌
オープニングテーマ「ブラック★ロックシューター」（第1話 - 第8話）
作詞・作曲・編曲 - ryo / 歌 - supercell feat. 初音ミク
第1話（初回）と第8話（最終回）ではテーマソングとしてエンディングに使用。第4話・第6話では歌い出しの部分から始まってそのままOP画面へ突入した。
エンディングテーマ「僕らのあしあと」（第2話 - 第8話）
作詞・作曲・編曲 - ryo / 歌 - supercell
挿入歌「僕らのあしあと Pf Ver」（第1話）
作詞・作曲・編曲 - ryo / 歌 - supercell

#### 各話リスト
各話のサブタイトル名は、全て楽曲「ブラック★ロックシューター」の歌詞の一部からとられている。
| 話数   | サブタイトル                   | 絵コンテ                 | 演出              | 作画監督 |
| ------ | ------------------------------ | ------------------------ | ----------------- | -------- |
| 第一話 | あとどれだけ叫べばいいのだろう | 吉岡忍 今石洋之          | 吉岡忍 今石洋之   | 芳垣祐介 |
| 第二話 | 夜明けを抱く空                 | 堀之内元 今石洋之        | 宇井良和 今石洋之 | 米山舞   |
| 第三話 | こらえた涙があふれそうなの     | 篠原俊哉 今石洋之        | 篠原俊哉 今石洋之 | 川口千里 |
| 第四話 | いつか夢見た世界が閉じる       | 小林寛                   | 小林寛 今石洋之   | 徳田賢朗 |
| 第五話 | ブラック★ロックシューター      | 鎌倉由実 雨宮哲          | 藤井辰己 雨宮哲   | 北村晋哉 |
| 第六話 | あるはずもないあの時の希望     | 大州鶴太郎 雨宮哲        | 大州鶴太郎 雨宮哲 | 佐古一哉 |
| 第七話 | 闇を駆ける星に願いを           | 江崎慎平 雨宮哲 今石洋之 | 江崎慎平 今石洋之 | 羽田浩二 |
| 第八話 | 世界を超えて                   | 吉岡忍 今石洋之          | 吉岡忍 今石洋之   | 芳垣祐介 |

#### 放送局
ニコニコチャンネル・北海道文化放送・フジテレビTWOを除く全ての放送局で、ノイタミナ枠第1部としての放送作品となる。
| 放送地域   | 放送局             | 放送期間                | 放送時間           | 放送系列       | 備考                             |
| ---------- | ------------------ | ----------------------- | ------------------ | -------------- | -------------------------------- |
| 関東広域圏 | フジテレビ         | 2012年2月2日 - 3月22日  | 木曜 24:45 - 25:15 | フジテレビ系列 | 製作委員会参加                   |
| 日本全域   | ニコニコチャンネル | 2012年2月3日 - 3月23日  | 金曜 23:30 更新    | ネット配信     | 最新話1週間限定配信 有料配信なし |
| 近畿広域圏 | 関西テレビ         | 2012年2月7日 - 3月27日  | 火曜 25:58 - 26:28 | フジテレビ系列 |                                  |
| 愛媛県     | テレビ愛媛         | 2012年2月8日 - 3月28日  | 水曜 24:35 - 25:05 | フジテレビ系列 |                                  |
| 福島県     | 福島テレビ         | 2012年2月8日 - 3月28日  | 水曜 25:05 - 25:35 | フジテレビ系列 |                                  |
| 新潟県     | 新潟総合テレビ     | 2012年2月8日 - 3月28日  | 水曜 25:30 - 26:00 | フジテレビ系列 |                                  |
| 中京広域圏 | 東海テレビ         | 2012年2月9日 - 3月29日  | 木曜 26:05 - 26:35 | フジテレビ系列 |                                  |
| 佐賀県     | サガテレビ         | 2012年2月10日 - 3月30日 | 金曜 25:05 - 25:35 | フジテレビ系列 |                                  |
| 山形県     | さくらんぼテレビ   | 2012年2月11日 - 3月31日 | 土曜 25:05 - 25:35 | フジテレビ系列 |                                  |
| 秋田県     | 秋田テレビ         | 2012年2月11日 - 3月31日 | 土曜 25:35 - 26:05 | フジテレビ系列 |                                  |
| 鹿児島県   | 鹿児島テレビ       | 2012年2月11日 - 3月31日 | 土曜 25:35 - 26:05 | フジテレビ系列 |                                  |
| 熊本県     | テレビくまもと     | 2012年2月11日 - 3月31日 | 土曜 26:05 - 26:35 | フジテレビ系列 |                                  |
| 広島県     | テレビ新広島       | 2012年2月13日 - 4月2日  | 月曜 25:50 - 26:20 | フジテレビ系列 |                                  |
| 宮城県     | 仙台放送           | 2012年2月14日 - 4月3日  | 火曜 25:45 - 26:15 | フジテレビ系列 |                                  |
| 岩手県     | 岩手めんこいテレビ | 2012年2月15日 - 4月4日  | 水曜 25:50 - 26:20 | フジテレビ系列 |                                  |
| 静岡県     | テレビ静岡         | 2012年2月16日 - 4月5日  | 木曜 25:10 - 25:40 | フジテレビ系列 |                                  |
| 日本全域   | BSフジ             | 2012年2月18日 - 4月14日 | 土曜 25:30 - 26:00 | BSデジタル放送 |                                  |
| 北海道     | 北海道文化放送     | 2013年2月17日 - 4月7日  | 日曜 25:45 - 26:15 | フジテレビ系列 |                                  |
| 日本全域   | フジテレビTWO      | 2013年3月2日 - 3月23日  | 土曜 20:00 - 21:00 | CS放送         | 2話連続放送 リピート放送あり     |

| フジテレビ ノイタミナ 第1部 | フジテレビ ノイタミナ 第1部 | フジテレビ ノイタミナ 第1部 |
| 前番組                      | 番組名                      | 次番組                      |
| --------------------------- | --------------------------- | --------------------------- |
| テルマエ・ロマエ            | ブラック★ロックシューター   | 坂道のアポロン              |

## アニメ『ブラック★★ロックシューター DAWN FALL』
2022年4月から6月までTOKYO MXほかにて放送された。原典・従来シリーズと異なり、BRSを示す★のマークが二つに増えている。
シリーズ構成・脚本の深見真と、プロデューサーの篠原宏康が意気投合したことで企画が起ちあがった。アニメをリブートするにあたり、前作の制作委員会に筋をとおしている。前作のアニメを「変化球」だと評価し、ブラック★ロックシューターがカッコ良く戦って、暴れまくる「ストレート」な作風にしている。

### あらすじ
西暦2062年、人工知能アルテミスの暴走により荒廃した地球。
人類の守護者の一人エンプレス(ブラック★ロックシューター)が目覚めるが、彼女には目覚める前の記憶がなかった。
ノリトとミヤの兄妹を救出し、ブラックトライクに乗って逃走しているエンプレスの前に、平和構築軍の大佐が現れる。
アルテミスは月と地球を結ぶ軌道エレベーターを構築中であり、それが完成すると月で建造されている機械兵器が大挙して襲来し今度こそ人類は滅亡するという。エンプレスには、それを破壊する任務があると彼は告げる。
事情は把握しながらも兄妹の避難を優先するエンプレスの前に、かつての仲間であったストレングスが現れる。

### 登場人物（DF）
エンプレス / ブラック★ロックシューター
声 - 石川由依
本作の主人公。原作や前作と違い、眠たげな垂れ目が特徴的。目覚めてからは以前の記憶がない。
人類の守護者、ヘーミテオスユニットの一体として人間の少女を改造して造られた。作戦暗号名はエンプレスで、左腕に装備したコイルガンで戦うその姿からブラック★ロックシューターとも呼ばれる。
切り札としてオーバードライブキーを使用したオーバードライブというモードがあり、通常の数十倍の戦闘能力を得られるが使いすぎると不可逆流により脳神経が焼き切れてしまうリスクもある。
性格は寡黙かつ穏やかで、戦闘中でも決して興奮することなく淡々と攻撃をする。しかし冷酷というわけでもなく、たとえ大目的があっても目の前の困っている人を見捨てられない優しい性格であり、また犠牲を強いる戦い方は好まない。
かつてはデッドマスター、ストレングスと3人でチームを組んでおり、そのリーダー格だった。しかしオーバードライブの使い過ぎでルナティックに敗北した後、肉体を修復するために研究所跡で眠りについていた。そのため(拷問による記憶混濁の影響もあり)2人からは逃げ出したものだと誤解を受けてしまい、目覚めてからはそれぞれ一度は戦闘状態に陥ったがその後和解して再び3人でチームを組むようになる。
デッドマスター
声 - 早見沙織
人類の守護者、ヘーミテオスユニットの一体。前作と異なり、武装二輪に装備されたスナイパーライフルでの長距離狙撃を行う。
長い戦いから心が変化し、ヤンデレの気質があり、かつての仲間であるエンプレスに執着して狙撃するが、のちに和解して再び仲間になる。
ストレングス
声 - 潘めぐみ
人類の守護者、ヘーミテオスユニットの一体。ギガンティックアームを装備すると大型車両を引きちぎって投てきするほどの怪力を見せるが、装備を外すと幼児退行する。
普段は短気で粗暴、頭痛もちであり、かつての仲間であるエンプレスを憎悪して襲撃する。平和構築軍の教育機関本拠地への襲撃に便上してミヤ救出のために陸上戦艦へ潜入し、以後再び仲間になる。
大佐 / デイヴィッド
声 - 桐本拓哉
平和構築軍を率いる大佐。エンプレスに軌道エレベーター破壊の任務を要請する。
モニカ・カブラギ
声 - 朝井彩加
地球上で五本の指に入る腕前を自称するシステムエンジニアにしてハッカー。大佐に自分を売り込み、エンプレスのメンテナンスと運転手、ハッキングを担当する。
ブラックトライク
声 - 久野美咲
自立思考型AIを備えたエンプレスの武装三輪バイク。自立走行が可能で武装もしており、エンプレスの戦闘をサポートする。
ノリト、ミヤ
声 - 堀籠沙耶（ノリト）、大塚明夫（50年後のノリト）、伊藤あすか（ミヤ）
エンプレスが目覚めて最初に出会った兄妹。研究所跡地での探索中に機械兵器に襲われ、エンプレスに助けられる。
のちにミヤが教育機関に攫われ、ノリトがストレングスに救出を懇願する。
スマイリー
声 - 杉田智和
人形のような外見をした男。教育機関を率いるボスで、エンプレスの襲撃を指示する。平和構築軍の襲撃時の戦闘でエンプレスに倒される。しかしルナティックに回収されており、隠しラボのある鉱山でエンプレスたちと再戦、今度こそ破壊され完全に消滅する。
ルナティック
声 - 友永朱音
かつてエンプレスたち3人を敗北に追いやった女。アルテミスの化身であり、平和構築軍からはアルテミスアバターとも呼ばれる。アルケーを装備して空中浮遊しながら戦う。その強さはストレングスや、オーバードライブキーを使ったエンプレスもかなわないほど。
モミジ
声 - 鈴木絵里
第3話に登場。教育機関から脱走してきた少女。エンプレスたちに仲間の救助を懇願するが、スマイリーの罠で仲間もろとも爆殺される。
ボルト少佐
声 - 柳田淳一
第4話～第6話に登場。平和構築軍の増援部隊の隊長。大佐とは10年来の付き合い。教育機関襲撃時にエンプレスを庇って自爆する。
シャーロット
声 - 大地葉
教育機関がエンプレス追撃のために送りこんだ刺客。飛行用ドローンを駆使して襲撃する。正体は教育機関に攫われた大佐の娘であり、スマイリーに洗脳されて疑似ヘーミテオスユニットとなっていた。
ジェシカ
声 - 田中涼子
大佐の妻でシャーロットの母親。故人。回想シーンなどに登場。生命工学とナノテクノロジーの博士で、民間人ながら経歴を抹消されている。その正体はヘーミテオスユニット計画の推進者であり、ライトハウスNo.8で献体となる孤児の養育も担当していた。
アンディ
声 - 小西克幸
第7話に登場。平和構築軍記念図書館の廃墟にいたロボット。エンプレスたちに図書館を案内するが、のちにシャーロットに破壊される。
イサナ
声 - 瑞沢渓
第8話に登場。鉄海渡りを請け負う漁師の船長。モニカとは深い仲にあった。

### 世界観（DF）
エリシオン計画
2040年に実行された、労働力の大幅な省力化を目的とした計画。提唱者はルナ・グリフィス博士。計画の中心となる人工知能アルテミスには、「最高の倫理観」が求められた。しかし「最高の倫理観」は「最悪の倫理観」に転じ、アルテミスは人類に反旗を翻して機械兵器の軍団を放った。以来20年間、人類は存亡を賭けた戦いを強いられている。
アルテミスは本来テラフォーミング用の人工知能であり、人類に敵対した本当の理由はテラフォーミングの成功率を上げる為の人類改良研究において、ディープラーニングとビッグデータ解析に必要な人類のデータを得る為に現在人類を滅亡させ、新たな文明の発生と滅亡を数千万年単位で観測するのが目的だった。
前日譚である『BEFORE DAWN』では計画設立に至る経緯が描かれ、極端な貧富差による世界規模の治安悪化を平和構築軍の設立とヘーミテオスユニットの配備、そして月と火星のテラフォーミングから得られる利益還元で解決する壮大な計画であった。
アルテミス
エリシオン計画でテラフォーミング用に開発された人工知能。強力な演算能力を有するスーパーコンピューターと、アンドロイドボディ「ルナティック」に収められた人工ニューロン製生体コンピューターで構成される。
アンドロイドボディへ納めたのは人工知能へ意志を芽生えさせる為で、人体を模したボディからの外部刺激と本能に相当するデータ収集欲求から人間に近い意志を獲得。テラフォーミングに求められる臨機応変さや突飛な想像力、直感的な行動力を持たせる事に成功した。
しかし、先進国による権益独占を危惧したグリフィス博士が自らの死をトリガーに起動するウイルスプログラムを組み込んでおり、危惧通り彼女が暗殺された事でウイルスが発動。これにより恫喝に利用されかねない遠隔緊急停止システムが無効化されるも、同時に人間への攻撃を禁止する三原則的機能制限や、無制限な機能拡張を抑制する学習機能制限等あらゆる安全装置が撤廃されてしまい、加えて発動直後に博士の死を目の当たりにした事から自身が実質的な不死的存在である事を自己学習してしまい、不死を前提としたリプログラムで人間的な倫理観を喪失。箍の外れたデータ収集欲求を満たす為に人類絶滅を開始してしまった。
ヘーミテオスユニット
本来はアルテミス計画の守護者として造られる予定だったが、アルテミスの反乱により人類側の切り札となった。ヘーミテオスユニット化するには十代の人間の少女と特殊な資質が必要で、誰でもなれるわけではない。
被験者は不老不死となり、体力や耐久力も格段とあがる。体内にナノマシンを蓄積しており、それを顕現させて武装する。四肢を失ってもナノマシンによって再生が可能となる。
アルテミス側との戦闘で多くが倒されてしまい、2062年現在では特に優秀とされたエンプレス、デッドマスター、ストレングスの3体しか現存していない。
アルテミス側も疑似ヘーミテオスユニットを製造している。
作中には上記の3体の他に、ステラ（ジェシカ/年齢制限により失敗）、テンパランス（シャーロット/疑似）、フォーチュン（ミヤ/疑似）の3体が登場している。人類側のヘーミテオスユニットには、タロットの大アルカナにちなんだ作戦暗号名がつけられている。
ブラックトライク
ヘーミテオスユニットそれぞれが持つ、専用の武装車両。「武装二輪」と呼ばれるがトライクの名称どおり、実際には三輪である。
ナノマシンによって自己修復ができるが、重要な部品の修復には電力とレアメタルが必要。エンプレス専用のブラックトライクにはAIが実装されていて喋ることができるが、デッドマスターとストレングスのものには喋る機能はない。
軌道エレベータ
アルテミス側が建築している、地球と月を連結する軌道エレベータ。これが完成すると月から機械兵器の軍団が送り込まれるため平和構築軍の最優先破壊目標とされていたが、実際には地球から月へ鉄海を運び込み、ムーンフレイクを打ち上げるのが目的であった。
教育機関
スマイリーが指導するカルト集団。人類を教導するという名目で各地で少女を攫っていた。その目的は資質のある少女を見つけだして疑似ヘーミテオスユニット化し、スマイリーとの間でより優秀な子を作ることにあった。
アルケー
エリシオン計画の一部として製造された、無限増殖する生体ナノマシン。現在では暴走して人体に有害となっている。そのため人間は防毒マスクをつけていないと体内が結晶化して死亡する。
鉄海 / アイアンオーシャン
アルケーに汚染されて液体金属状になった海。鉄海生物と呼ばれる機械生物が繁殖しているため危険だが、遺骸から部品がとれるため漁師たちの狩場にもなっている。
その正体はアルテミスが熱核融合炉の炉心構造材として開発した磁性液体金属であり、投入された人間をアルケーで鉄海へ加工する生産プラントと化している
ライトハウスNo.8
南米のコロンビアにある、ジェシカが運営していた孤児院。実際にはヘーミテオスユニット計画の被験者を集めて養育する施設の1つだった。エンプレスたち3人はここの出身である。
孤児院が所有していた鉱山が近くにあり、そこには隠しラボが存在する。エンプレスはそこでヘーミテオスユニットとしての強化を行った。
ムーンフレイク
アルテミスが地球環境を保全しつつ人類を絶滅する為に開発した人工隕石兵器。
全長30メートルのチタン・レゴリス合金体を質量弾として墜落させるもので、TNT換算500キロトン相当の破壊力を有する。
大質量故に月の低重力環境でも打ち上げには熱核融合炉の超大出力を必要とし、必要な鉄海と軌道エレベータの完成前に人類が致命的な環境破壊を引き起こさない様に、電子攻撃と制御を奪ったドローン兵器で核兵器と原子力を無効化する為に戦争を引き起こした。

### スタッフ（DF）
- 原作 - 『ブラック★ロックシューター』
- キャラクター原案 - huke[34]
- 監督・アニメーションプロデューサー・制作プロデューサー - 天衝[34]
- シリーズ構成・脚本 - 深見真[34]
- シリーズ構成協力・脚本 - 吉上亮[34]
- キャラクターデザイン・総作画監督 - 野中正幸、中川耀[34]
- コンセプトデザイン - 友野るい、石渡マコト、太田幼女[34]
- プロップデザイン - 中川耀、尾上明日菜
- CGディレクター - 箕輪綾二
- アートディレクター - 伊藤拓海
- 色彩設計 - 林可奈子
- 撮影監督 - 米澤寿
- 編集 - 武宮むつみ
- 音響監督 - 土屋雅紀
- 音楽制作 - イマジン
- 音楽 - 西木康智、西村真吾、塚越康
- 音楽プロデューサー - 十河大和
- 企画プロデューサー - 篠原宏康
- プロデューサー - 長谷川良太、近藤文吾、鈴木めぐみ、吉田健人、曹聡、真鍋義朗、外川明宏、大和田智之
- アニメーション制作 - バイブリーアニメーションスタジオ、バイブリーアニメーションCG[34]
- 製作 - ブラック★★ロックシューター DAWN FALL 製作委員会、UNLIMITED PRODUCE by TMS[34]

### 主題歌（DF）
「ASEED」
ZAQによるオープニングテーマ。作詞・作曲・編曲はZAQ。
「Before the Nightmare」
高槻かなこによるエンディングテーマ。作詞は高槻、作曲・編曲はeba。
「ブラック★ロックシューター」
supercell feat. 初音ミクによる挿入歌。作詞・作曲・編曲はryo。

### 各話リスト（DF）
| 話数 | サブタイトル                         | 脚本   | 絵コンテ    | 演出                   | 作画監督                          | 初放送日      |
| ---- | ------------------------------------ | ------ | ----------- | ---------------------- | --------------------------------- | ------------- |
| ep1  | The Good, The Bad & The Mechanics    | 深見真 | 天衝        | 天衝                   | 野中正幸 中川耀                   | 2022年 4月3日 |
| ep2  | Shooter Meets Hacker                 | 深見真 | 天衝        | 天衝                   | 野中正幸 中川耀                   | 4月10日       |
| ep3  | Master Sniper                        | 深見真 | 三宅和男    | 天衝                   | 野中正幸 中川耀 西山実果          | 4月17日       |
| ep4  | Black falls down a hole              | 深見真 | 三宅和男    | 天衝                   | 野中正幸 中川耀 西山実果 大河広行 | 4月24日       |
| ep5  | Drink because you are happy          | 吉上亮 | 天衝        | 天衝                   | 野中正幸 中川耀 西山実果          | 5月1日        |
| ep6  | Collapse                             | 深見真 | 高橋健      | 青木youイチロー 高橋健 | 野中正幸 中川耀 西山実果          | 5月8日        |
| ep7  | Peacebuilding Force Memorial Library | 深見真 | 村山公輔    | 尋田耕輔               | 野中正幸 中川耀                   | 5月15日       |
| ep8  | Crossing Iron Oceans                 | 吉上亮 | 天衝        | 青木youイチロー        | 野中正幸 中川耀 西山実果          | 5月22日       |
| ep9  | Half Mechanic                        | 吉上亮 | 村山公輔    | 青木youイチロー        | 野中正幸 中川耀 西山実果          | 5月29日       |
| ep10 | Titanomachia                         | 吉上亮 | 村山公輔    | 青木youイチロー        | 野中正幸 中川耀 西山実果          | 6月5日        |
| ep11 | The Moon Is a Harsh Mistress         | 深見真 | 天衝 宮繁之 | 青木youイチロー        | 野中正幸 中川耀 西山実果          | 6月12日       |
| ep12 | Black Rock Shooter                   | 深見真 | 天衝 宮繁之 | 天衝 青木youイチロー   | 野中正幸 中川耀 西山実果          | 6月19日       |
| ep13 | Memories of the Journey              | 総集編 | 総集編      | 総集編                 | 総集編                            | 6月26日       |

### 放送局（DF）
| 放送期間               | 放送時間                     | 放送局       | 対象地域 | 備考                             |
| ---------------------- | ---------------------------- | ------------ | -------- | -------------------------------- |
| 2022年4月3日 - 6月19日 | 日曜 23:00 - 23:30           | TOKYO MX     | 東京都   |                                  |
|                        | 日曜 23:30 - 月曜 0:00       | BS11         | 日本全域 | 製作参加 / BS放送 / 『ANIME+』枠 |
| 2022年4月4日 - 6月20日 | 月曜 0:00 - 0:30（日曜深夜） | KBS京都      | 京都府   |                                  |
|                        | 月曜 0:30 - 1:00（日曜深夜） | サンテレビ   | 兵庫県   |                                  |
|                        | 月曜 2:05 - 2:35（日曜深夜） | テレビ愛知   | 愛知県   |                                  |
| 2022年4月9日 - 6月25日 | 土曜 21:30 - 22:00           | アニマックス | 日本全域 | BS/CS放送                        |

インターネットVODでは、Disney+にて見放題独占配信される。（都度課金レンタルシステム方式ならU-NEXT等でも配信中である。）

## ゲーム『ブラック★ロックシューター THE GAME』
PlayStation Portable（PSP）用ロールプレイングゲームとして、イメージエポックが開発、2011年8月25日発売。
オリジナル設定の世界観であり、ストーリーはもちろんスタッフ・声優ともアニメ版とは異なる。本作におけるブラック★ロックシューターは、滅亡の危機にある人類の最終兵器となっている。デッドマスターは登場しないが、死神を模した同名のアーマメント（下記のメカニックの項を参照）が登場している。また、ストレングスも同様に登場しないが、ナフェのデザインモデルとなっている。
通常版の他、figmaなどを同梱した限定版も同時発売した。

### あらすじ
西暦2032年、地球は異星人からの侵略にあい、滅亡の危機に瀕していた。人類は英知を結集し、最終兵器「ブラック★ロックシューター」を完成させる。それから19年経った西暦2051年、最終兵器である彼女が目覚めたとき、人類はわずか12人しか生存していなかった。

### 登場人物
この項目では、漫画雑誌『月刊コンプティーク』で連載中の漫画版の内容も含める。
BRS（ブラック★ロックシューター）
声 - 坂本真綾
人類が異星人への対抗策として作り上げた最終兵器。ダダリオネクスト社が提案したアクセレイテッドクローン（ACC）によって造られた生体アーマメント（運動能力を強化されたクローン人間）。11歳の時点で保護カプセル内での眠りにつき、その中で意識がほとんどない状態で成長した。西暦2051年に覚醒。武器・容姿共にデザインが他メディアのものと一部変わっており、ブースターを内蔵した2つの小型ウィングを腰に装備し「Black rock cannon（ゲーム中の名称は『ロックキャノン』）」を主に右腕で扱う。その他、状況に応じてガトリング砲やスナイパーライフルなどの武装も使用する。ゲームソフトパッケージや公式サイトのキャラ紹介のBRSのキービジュアルのデザインはストーリー途中で装備が破損したことで新調されたもので、ゲーム開始時は小型ウィングが付いておらず服装もパーカーに近い。
性格は幼児のように純粋無垢。目覚めた当初は「敵」の概念も理解できていなかったが、PSSメンバーとの交流やA級エイリアン達との戦いを通して成長していく。正体は謎の多い女性歌手のシング・ラブ（WRS）の完璧なクローン「ホワイト」。自身の生みの親であるギブソン博士から「ステラ」の名を貰っていた。
本編中ではナナとギブソン博士からは「ステラ」、PSS部隊の隊員たちからは「お嬢さん」、エイリアン達からは「グレイ」または「ホワイト」と呼ばれ、「BRS」という名称は呼称されず無線通信時のみ見ることが出来る。
WRSを倒した後はUEFの端末にアクセスしてホッキョクグマを復元させた。
漫画版
ゲーム版のシステムとの辻褄を合わせるため、同じ武器スキルを発動するのに若干のチャージ時間を要する描写がなされている。ゲーム版と比べて表情豊かで食欲も旺盛。

ナナ・グレイ
声 - 沢城みゆき
灰色がかったショートヘアの少女。ロシアで救難信号を発信した人物。かつて人類が産み出した、対エイリアン用の強化クローン兵士「グレイシリーズ」のうち、第2世代シリーズの生き残り。グレイシリーズは生まれながらにして脳に障害があり、やがては全ての記憶野が運動野に変質してしまうという過酷な運命を背負っており、彼女も頻発する物忘れに苦しんでいる。名前は自身が付けた「ナナ」。これはとある国で言う「七番目」を意味しているが、この名前の裏にはもう1つの重要な意味があった。遺伝学的にはBRSの姉に当たる存在だが、不完全なクローンである自分自身に劣等感を抱き、裏でシズと協力してBRSをエイリアンに引き渡そうとした。
トゥルーENDでは生存する。
漫画版
物忘れによって記憶がなくなりつつあることに葛藤する描写が存在し、自身が隠れ住んでいる場所がロシアから南極に変わっている。

WRS
声 - 坂本真綾
月の宮殿に住んでいる謎の存在。BRSに瓜二つの外見を持つが、衣服や髪の毛は全て白く、右目に赤い炎を灯す。巨大な鎌を主な武器とし、蛇腹状の可動部を持った8枚の翼を背中に装備。空中を自在に移動しながら鎌で斬りかかる他、翼からの衝撃波、ロックキャノンに似た白いキャノン砲などの多彩な攻撃手段を持つ。作中では終始「総督」と呼ばれる反面、「WRS」という名前は本編内では呼称されない。
自他共に認める程に好奇心旺盛(その過度の好奇心・退屈さ故に自身をネブレイドして自滅してしまうストーリーもあるほど)。地球侵略も元々は自身の欲求を満たす為だけに行ったことである。自らの知的欲求を満たす存在が見つからず退屈していたが、人類が持っていたクローンという概念に着目。「自分を満足させられるのは自分だけ」という考えに至ったことで、自らのクローンを人類に作らせることを思いつく。女性歌手・シング・ラブとして地球に潜入しギブソン博士らと接触して技術を提供する一方、エイリアンとして地球を侵略することでクローン作成を画策する。結果、彼女のクローンである生体アーマメントが誕生し始めるものの、能力・性能共に中途半端なクローンばかりだった。だが中途半端なクローン「グレイ」ではなく、自身と同等またはそれ以上のクローン「ホワイト」が誕生することを予測し、エイリアン達にホワイトの捜索を行わせていた。
漫画版
裏切り者は自分で粛清するなどの行動的な一面があるが、あくまで行為をした者だけを粛清しており、計画しただけでは何もしない。協力関係だったギブソンに対しては好意以上の感情があり、彼のために和平の道を選ぼうとしていたが、彼が作ったグレイを餌として見ていたなどの本性を見られて彼に裏切られた。これが原因で人類の皆殺しと地球の消滅を目論んだ。この事からギブソンが愛したグレイ達を憎悪しており、ナナを除くグレイを殺害し彼女に真実を伝えて絶望させた。戦闘能力は完全にBRSを凌駕しており、彼女を瀕死に追い込んだ。が、敵も味方も愛する道を選んで再起動した彼女と最後の撃ち合いの後に自身の中にギブソンへの愛情が残っていた事を知り敗北する。
ゲーム版では必殺技の「ザ・グレイトフル・サン・レイ」は、衛星兵器「グレイトフル・サン・レイ」となっており、月を地球へ向けて放つことを目的とした兵器となっている。
使者（エイリアン）
「総督（WRS）」の指揮のもと、異星から大量の機械兵器を率いて地球に突如やって来た、人間に似た姿を持つ存在。他人の記憶やデータ化された情報を喰う事で生きながらえる特殊な体質を持っている。地球到着直後は15人が確認されていたが、BRS覚醒までの19年間の内に8人が地球人によって倒されている。
また、全員「ネブレイド」と呼ばれる他者の能力・記憶全てを自分のものにする能力を備えている。エイリアンたちは人類のことを「ストック」と呼称している。
ミー
声 - 中原麻衣
A級エイリアンに指定された、BRSに立ちふさがる第1の使者。紫色のセミロングヘアをしており、スペイン語と日本語を混ぜて話す。魔女に似た紫色の外見をもち、吸血鬼のように血を好む。武器は紫色の斧で、エネルギーを圧縮させて放つカマイタチのような衝撃波を使って戦闘を行う。リリオから特別な感情を抱かれており、彼女もまたリリオに少なからず意識している場面が存在するが、ゲームクリア特典のエクストラムービーでは終始リリオに冷たく接している。エクストラシナリオでは、BRSに淑女の嗜みを教えようとする。
漫画版
手で輪を作って覗く事で、望遠鏡のように遠くの物を見る能力を持つ。BRSとの対戦では終始優勢に立ち回るも、スキル「アグレッサー」を発動したBRSに両腕を切り落とされ、直後に喉をブレードで貫かれ瀕死の重傷を負う。その後、リリオの名前を呼び続けながらフォボス達に処刑された。故郷の星にいたときは奴隷の身であり、殺されそうな所をWRS達に助けられた。
マズマ
声 - 杉田智和
第2の使者。深紅の短髪の男性の姿をしており、真っ赤なトレンチコートのような服と左右非対称のガントレットとブーツを身につけている。何者かにBRS捕獲の指令を受け、ミーの次にBRSと戦う。外見上の特徴として、左目が背骨状の飾りで隠れて見えなくなっている。炎を操る能力を持ち、武器は深紅色の鋸のような刃とライフルの機能を持つ巨大な両刃剣。地球の映画を良く観賞するらしく、映画に出た狙撃手役のモデルの人物から狙撃能力をネブレイドする程の執着心を持ち、エクストラシナリオでは自身で映画を制作するためにBRSをスカウトする。
最期はBRSとの撃ち合いに負け、死亡する。
漫画版
ゲーム版よりも格段に冷酷かつ陰湿な性格となっており、興味：の範囲としてオペラが加わり著名なオペラ『魔笛』を詳しく話す場面がある。狙撃態勢に入ると右目が半分飛び出し、瞳がスコープの模様に変わる。BRSと直接戦おうとせず、廃墟からBRSとロスコルを狙撃しようとするも、直後にシズによって切り伏せられ、シズとカーリーにネブレイド（捕食）される。
シズ
声 - 日笠陽子
第3の使者で、カーリーとは双子の妹に当たる関係で2人で1人の使者。王冠のような黒い頭飾りとメガネをしており、髪は黄色くポニーテールのように後ろで1つに束ねている。また、黒のロングコートの上に黄色い西洋甲冑に似た鎧を着たような外見をしている。双子という関係もあり、カーリーの唯一の理解者で獣の叫び声のようにしか聞こえないカーリーの言葉を理解している。人類の行動や感情パターンに対して使者たちの中では比較的詳しく、密かにグレイと結託していた。武器はカーリーとの連携攻撃と柄が3本あるロングソードで、エネルギーを集束させる事で刃渡りが通常の4倍近くの大きさになる。
最期はBRSにやられて後ろに倒れてきたカーリーに押し潰され、そのあとナフェのレーザーを受けてカーリーと共に死亡する。
漫画版
WRSの近衛騎兵隊長という職位に就いていた。ゲーム版では申し訳だったポニーテールのボリュームが底上げされており、ザハに忠告され半泣きする等表情も豊かとなっている。潜伏中は令嬢を髣髴させるブレザー姿をする。ゲーム版と異なりザハやWRSへの忠誠心が皆無で、ナフェと結託してマズマを暗殺。その後カーリーと共にBRS及びPSS部隊に加担してエイリアン達に対して反逆を開始するも、計画を知ったWRSによって瀕死の重傷を負い、証拠隠滅の為にナフェのミニ・ラビットのビームで消滅する。
カーリー
声 - 下山吉光
第3の使者で、シズとは双子の兄にあたる関係で2人で1人の使者。シズ曰く「元々は美青年」だったが、ライオン等の野生の動物をネブレイドし続けた結果、シズとは似ても似つかない巨体と地面に簡単に接触してしまうほどの長い腕、イカを連想させる流線型の黄色い鎧に身を包んだ姿へと変貌した。見た目の過度の変貌をシズに指摘され悩んだ末にマズマをネブレイドし、見た目がマズマとなるがシズに気付いてもらえず本末転倒となった。黄色い髭を生やして三つ編み状に束ねており、後頭部に鎖が繋がれている（シズはこの鎖を手綱のように扱う）。獣の叫び声のようにしか聞こえない言葉で話し、その言葉を理解できるのは妹であるシズのみである。その為、シズに対しては忠実でおとなしい。巨体とは似つかず素早く動く事ができる為、戦闘においてはシズとの連携攻撃のほかに、自身の巨体と素早さを生かした突進などの質量攻撃を得意とする。BRSとの戦闘で発動するスキルでシズに頭を叩かれ恍惚とするユーモラスな描写がある。
BRSに斬られたあと、ナフェのレーザーを受けてシズと共に死亡する。
漫画版
盲目という設定が追加され、ザハから忠告されたシズを気遣うなど、外見に似合わず心優しく非常に紳士的な姿で描かれており、BRSに格闘技を教える等社交的となっている。潜伏中は黒のビジネススーツを身に纏う。また、マズマが気に入っている映画「ビッグスナイプ」を観賞し、内容を詳しく覚えている等ユーモラスな場面が顕著に見られる。ナフェと結託してシズと共にマズマを殺害した後、BRSやPSS部隊に加担してエイリアン達に対し反逆を開始するも、計画を知ったWRSによって殺害される。
リリオ
声 - 神谷浩史
第4の使者。草津兵。黒を基調にし、緑のラインのラフな姿をしている青年。白髪で右前髪が黒い稲妻模様となっていて、履いているハーフパンツには武器に装填する銃弾が巻きついている。遠距離戦、接近戦を得意とするオールラウンダー。ある理由で第1の使者であるミーに特別な感情を抱いており、ミー死亡を知った直後に彼女をネブレイドする。その後、ミーの仇を討つ為に独断行動を開始する。武器は2つの弓を合体させたような形状の黒を基調にし、緑のラインが走っている2連銃口の銃。戦闘ではロックオン機能を無力化するジャミングスキルや自身のスピードを加速させるスキル、毒属性を持つ弾丸を放つなど状況に応じた戦闘を行う。
BRSに敗れた後は「誰にも僕たちをネブレイドさせない」と言い残し、自爆した。
漫画版
ミーの死を深く悲しみ、亡骸を抱きしめて叫ぶ場面が書かれている。復讐のためにBRSを追撃して追い詰めるが、WRSの記憶を得たBRSのあり方と彼の中のミーの説得によって毒気を抜かれて復讐を止める。WRSの「グレイトフル・サン・レイ」を止める為にBRS達と共闘し、兵器のエンジン部と共に自爆した。
ナフェ
声 - 下田麻美
第5の使者。赤紫色の髪でフードを被っており、フードからウサギの耳のような2対の金属製の突起物が出おり、両方の二の腕から先が機械の腕になっている。外見はアニメ版に登場したストレングスに非常に近いが、性格は異なっており、非常に残忍な性格の持ち主である。武器は複数のウサギを模したような形状の遠隔操作型ビーム砲「ミニ・ラビット」によるオールレンジ攻撃。アーマメントの改造にも長けているようで、エクストラシナリオにおいて、侵入者を捕縛する「黒服」と呼ばれる機体や、自爆に特化した機体を作り上げてBRSを襲わせる。
ナフェの声を担当した下田麻美が発売前の同ゲームのナフェと初対戦した際、5回ナフェに負けたと言っている。
漫画版
エイリアン達への反逆の主犯格でシズとカーリーと結託し、WRS殺害を目論む。しかし、WRSに計画がばれたことでシズとカーリーがWRSによって粛清され、証拠隠滅の為にシズをミニ・ラビットでトドメを刺した。その後、別の作戦を立ててミニ・ラビットでBRSをだまし討ちするも、ロスコルに邪魔される形で失敗する。漫画版ではミニ・ラビットを「ちびすけ」と呼んでいる。
ザハ
声 - 秋元羊介
第6の使者にして、使者たちのリーダー的存在。公式サイトではシルエットのみで確認はできないが、白い長髪にスラリとした灰色の肌をした初老の男性の姿をしている。上半身は裸で胸にバツ印のような模様があり、袴のようなズボン、茨の冠のような黒い鉢金、顔の右半分が黒い獣の牙を模したヘッドギアを付いている。見つめた対象を苦しめる念力のような能力と拳法のような武術を駆使する、戦闘時は大量のミサイルを搭載した巨大な漆黒のアーマーを装着し、拳法のような動きから様々な格闘攻撃を繰り出す。この武術は「宇宙空手」なる流派で、ザハはその師範代である。
漫画版
WRSの軍勢の中でも最後まで彼女に忠誠を尽くし、衛星兵器の修復を任せられるなど彼女からも全幅の信頼を受けている。作中では一切戦わず、BRSとWRSの戦いを見届けた。

人類
2032年から異星人の侵略に遭い、混乱の数週間の後に兵力を結集して異星人に反撃を開始した。しかし、侵略を受けてから19年の月日が経った頃には12人しか生き残っていなかった。その12人は、地球人が組織していた軍隊「UEF」に所属する部隊「PSS」の隊員である（全員が男性）。
フランク・マリオン
声 - 宝亀克寿
実戦経験豊富な指揮官。主に無線でBRSやフォボスに指令を送る。堅物と見られているが映画を愛し、これまで見てきた作品にまつわる作戦名をつけるユーモアも併せ持つ。漫画版には未登場。
BRSにホッキョクグマの話をして、自身がホッキョクグマの最後の1頭を殺してしまったことなどを話して聞かせた。シング・ラブに会えるかもしれないという期待からUEFに入隊したと語った。
モーリス・ベイリー
声 - 星野充昭
愛称「フォボス」。生粋のUEF兵士でロスコル等、現地で作戦を遂行する部隊の隊長を務める。褐色肌で頭髪を後ろ髪で結んでいる。他の兵士たちとは違い、タンクトップに近い服装をしている。血気盛んな性格でロスコルが懸命にBRSの覚醒を促していたが目覚めないことに痺れを切らし、BRSの入ったカプセルを積んだトレーラーにマシンガンを放った。彼もまた映画やTV番組に造詣が深く、以前に見たTV番組にちなんだ作戦名を考案するなどのユーモアセンスを持つ。BRSの乗るブラックトライクの部品の一部を戦前の部品と交換したのも彼である。
死ぬ間際にBRSに「ロスコルを頼む」と言い残し、この世を去る。色々と言いつつも彼を信頼していたようだ。
漫画版
ゲームではBRSの入ったカプセルを銃撃するが、漫画版では銃撃する前にBRSが覚醒している。また、ゲーム版においてアーマメントとの戦闘が描かれていなかったが、アーマメントのイーターを踏み潰して倒す描写がある。ロスコルと同じ時期にPSSに入隊し、意見の食い違いから何度も喧嘩した過去を語っている。南極での戦いの最中にWRSの襲撃に遭い、ドラコのミサイルで特攻を行い死亡する。
ロスコル・シェパード
声 - 浜田賢二
元情報系の学者で現在はメカニックやオペレーターとしてBRSや部隊のサポートを行っている。作中で使用される無線機を開発したのも彼である。BRS覚醒後はブリュンヒルデを操縦するなど、BRSのサポートやケアを行う。所々でBRSを娘のように慕う。
PSSのメンバーが自分を残して全滅した際に文字通り「人類最後の男」になった。その後BRSと一緒に仕切り直す火付けとして、缶詰めを食べようとしていた所にミニ・ラビットのレーザーを受け、跡形も無く消滅する。
漫画版
学者だった頃に8歳の姪っ子をエイリアン達に殺害されるのを目の当たりにし、PSSに入隊したことをBRSに打ち明かしている。その後、南極でナフェのミニ・ラビットと接触するもナフェのだまし討ちに遭い、BRSを庇う形で死亡。光弾で右胸と左腕を焼き消されて死亡している。最期に「憎むな」とBRSに言い残し、彼女の選択に大きな影響を与える。
ワイラー・ギブソン博士
声 - てらそままさき
異星人と対抗する為のクローン兵器「グレイシリーズ」の研究の第一人者。シング・ラブ（WRS）をオリジナル体としたクローンのグレイ達やBRSを生み出した。作中では既に死亡しているため、BRSのフラッシュバックやナナの写真で登場する。BRSのフラッシュバック内ではクローン兵器を開発し、多くのBRSの姉たちを戦場に送って死なせたことに苦悩する姿がある。彼の愛する娘グレイ全達に白熊のぬいぐるみを贈っており、パスワードは彼の産まれた年である1999である。
BRSにステラという名前を付けた。彼女を不完全なクローンと言ったが、その不完全さが他のグレイ達には無いものだと語っている。
漫画版
本編では語られなかったWRSとの繋がりが書かれており、彼女からの信頼も厚かった。彼女の細胞から作られたクローンで、ある意味彼女の子供と言えるグレイ達に愛情を注ぐ半面、WRSが見せたエイリアンとしての本性を恐れ、彼女を殺そうとして核を起動し自爆した。また、WRSの地球でのコードネーム"シング・ラブ"を考案したのは彼である。WRSは最初その名前を恥ずかしがったが、今では彼女の最大の必殺技の名前として利用している。

ナレーション
声 - てらそままさき

#### メカニック
ブラックトライク
戦闘用大型トライク。原型はUEFの量産型兵器だが、フォボスの手によってエンジンを戦前のものに換装してある。馬力が異常に高いらしく、普通の人間がまともに走らせるのは困難を極める。フロントカウルは走行中に取り外すことができ、内蔵されたグリップを保持して剣として扱える他、機銃を2門装備している。ナナ自身も専用のブラックトライクを所有しているが、ナナの服の色と同じオレンジのラインが入っており、名前は「フェンリル」である。作中では時速140kmで固定されるが、イベント「男たちの夢」では時速360kmまでスピードを上げる事ができる。
ブリュンヒルデ
BRS専用に開発されたV/STOLタイプの戦闘機。機体名称はワルキューレの1人「ブリュンヒルデ」に由来する。双発複座、特異な形状を持つ漆黒の無尾翼デルタ翼機で、普通の人間でも操縦することはできるが、高Gに晒されるなどの要因から安定した飛行をさせるのはかなり難しい。武装として機首下部にガトリング砲を1基、翼下のパイロンに3連装ミサイルランチャーを計4基装備している。2人乗りである。
ドラコ
人類が開発した全翼型の大型輸送機。生き残った人類のスタッフによりブリュンヒルデと共に格納庫から持ち出され、新たな移動拠点として使用される。B-2爆撃機に近いフォルムをしている。
アーマメント
「使者」が地球侵略に使用するメカニック群の総称。それぞれ、各分類は下記参照。
イーター型
アーマメントの中では一般的に広く認知されているアーマメント。横に置いた直方体に大きな顎と小さい4歩足で構成されている。上級種になると回転を加えながら飛び掛る固体も存在する。
ファンアート等では犬と例えられているが、ロスコルは人間の死体を貪る姿から「ハゲタカ」と例えている。
また、ステージ各地に金色色のイーター「ゴールデンドーン」が存在するが、こちらは倒すことで隠し要素を解除できる存在となっている。
コーンヘッド型
立方体の巨大な頭部に申し訳程度の小さい足があるという不釣合いな形状をしたアーマメント。接近した後、木槌のように頭を振り落として攻撃するが、傍から見ると躓いて転んでいるような光景となる。また、上級種になると空中で回転しながら頭を振り落として攻撃してくる。
エクストラステージではナフェが暇つぶしに改造した、攻撃直後に自爆するという固体も存在する。
ホーネット型
蜂に近い姿をしたアーマメント。基本的に空中移動を行い、腹部の銃口から光弾を発射する。また、上級種になるにつれてレーザーを放つ個体も存在する。
ウィール型
巨大な車輪の姿をしたアーマメント。高速移動後、射程外から接近して光弾を連射してくる。
ビッグマウス型
巨大な円柱型のドリルを頭部にした大型アーマメント。動作の一つ一つは緩慢ながらも、威力の高い攻撃を仕掛けてくる。攻撃手段は頭部のドリルと、頭部から射出されるレーザー。主に中ボス的として登場することが多い。
ダイス型
宙に浮かぶ立方体のアーマメント、機械的な浮遊音を鳴らしながら不規則に動き回り、銃撃で攻撃してくる。
チキン型
注射器のような片足を持つ、片足立ちした首のないダチョウに近い形状のアーマメント。格闘技がメインで、足の注射器を使った針攻撃と高速回転して行う回転蹴りを行う。
ハンド型
人間の手を模したアーマメント。後ろを向いて硬直すると、いかなる攻撃も受け付けなくなる。
スパイダー型
蜘蛛のような節足動物を模したアーマメント。この固体のみ、オートロック機能を無力化するジャミング能力を有しており、不規則に歩き回っている最中もオートロックが出来なくなる。武器は射撃系だが、目視が難しい銃撃方とチャージして放つ毒属性を持った光弾で攻撃してくる。
ツインヘッド型
2つの頭を持った人間の上半身に近い形状を持つ大型アーマメント。武器は両手から放つ光弾や、動きを遅くする状態異常効果を持つ光弾を放つ。
シールド型
横長の壁の形をした大型アーマメント。時間が経つにつれて徐々に接近し、一定距離に達すると自爆を行う。下級種では接近して自爆するという動作で終わるも、上級種になると機関銃を撃ってきたり、一度離れて距離を置くなどの動作を行う。
ジョン・ドー、デッドマスター型
死神を模したアーマメント。下半身が棺桶上のコンテナになっており、巨大な鎌を持つ。
ジョン・ドーは主に敗死したエイリアンの死体の回収やネブレイド対象の捕獲と運搬を任されており、デッドマスターは侵入者迎撃として重要拠点等に配備されている。
戦闘では瞬間移動からの鎌攻撃と、レーザー攻撃。
また、ナフェが特別配備させた中で「黒服」という、コンテナから飛び出す鎖で相手を捕まえる、捕獲専用の個体も存在する。
マッシャー型、ガンナー型
使者達の拠点「シティ・イーター」に配備されている二足歩行の黒い装甲を持つ騎士を模した近衛兵アーマメント。
外見上の違いはほとんどないが、大剣を持ったのがマッシャーで銃を持ったのがガンナーである。
カブトマッシャー型、カブトガンナー型
マッシャーとガンナーの上級種で、装甲が白く、月の宮廷近くを警備する。
配色が変わった以外はマッシャー、ガンナーと大差ないが、カブトマッシャーの武器が大剣から大斧に変わっている。
ジェネレーター
シティイーターから射出された、アーマメントを無限生成させる折りたたみ式の柱の形をした機械装置。
警備兵としてホーネット型やダイス型を生成させてくるが、配備場所によってはマッシャー、ガンナーを生成させてくるジェネレーターも存在し、自身もマシンガンで応戦してくることがある。
シティ・イーター
都市ひとつを丸呑みしてしまう程の巨体とヘビに似た形をした、使者たちの要塞拠点。OPでは3体のシティ・イーターが確認されているが、劇中では東京に飛来した個体のみ登場している。

### 主題歌（THE GAME）
オープニングテーマ「NO SCARED」
作詞 - Taka　作曲 - Toru・Taka　編曲・歌 - ONE OK ROCK

### 公式サイトミニゲーム・イベント
公式サイトで実施されたミニゲーム及びイベント。登場するキャラはBRS、グレイ、ナフェの3名で「BRS TALK」以外のイラストは「ぷちっと★ろっくしゅーたー」のCHAN×COが担当。
BRS TALK
1日に1度、保護カプセル内で眠っているBRSと会話できるアドベンチャー形式の会話ゲーム。Twitterと連携してBRSと会話した内容をツイートする事ができる。
ブラック★ロックシューター コスチュームチョイス
6種類のBRSのコスチュームを投票で順位を決め、1位になったコスチュームを着用したBRSを、hukeが書き下ろしイラストを描いて展示する。発売日と同時に投票を終了。
6種類のコスチュームは「体操服」「鼻眼鏡」「ウェディングドレス」「パイレーツ」「アラビアン」「某ヒロイン」。このうち「某ヒロイン」が1位を獲得し、公式ホームページにイラストが展示されている。
ブラック★ロックシューター 危機一発
ナフェに誘拐されたナナ（グレイ）を助ける為にナフェとマウスクリックで戦うアプリゲーム。Twitterとリンクする事で最大3回、ナフェの体力を減らした状態からリトライすることが可能。

## ゲーム『ぷちっと★ロックシューター』
2011年3月9日、ニコニコ動画をプラットフォームとしたソーシャルアプリケーションサービス「ニコニコアプリ」にて開始されたソーシャルゲーム形式のRPG。プレイヤーが自分のアバター（初期はブラック★ロックシューターの姿だが、自由に変えることもできる）を作り、他のユーザーと遊ぶ形式となっている。キャラクターイラストはCHAN×COが担当。
2012年8月15日午前10時にニコニコポイントにて購入可能なアイテムの販売が停止され、9月12日午後4時をもってこのアプリのサービスが終了した 。

### あらすじ（ぷちっと）
宇宙のどこかに存在する「ぷちっと星」。ここには「その者と結ばれし者、全宇宙を統べるべし」と謳われた伝説の存在、「グレートぷちっと星人」がいるという。その伝説を追い、数多くのバウンティーハンター達が星に集まった。彼らは時には争い、時には協力しながら、ぷちっと星の謎を追う。

### ゲームモード
冒険マップ
ぷちっと星の各エリアを探索し、資源を集めてモンスターを倒し、次エリアへの道を開きながらエリア毎に生息する7色のぷちっと星人を捕獲し、コンプリート景品と交換する。
他ユーザーに「ばとる！」を仕掛けてぷちっと星人を奪い合い、全種類コンプリートが全バウンティハンターの目標である。
アプリ開始からしばらくの間、マッチングは自動で行われていたが、利用者の増大と自動マッチング機能によるサーバーの負担を軽減する為、任意で相手を選ぶ仕様に変更された。しかし、この変更により毎日同じ人物を集中的に攻撃できるというジレンマが発生する。ユーザーの工房のシステムレベルはぷちっと星人のコンプリート景品として上げることができる。
強化の場合は冒険マップで入手した一定量の資源+ぷちっとPまたはニコニコポイントで装備のレベルを上げることができ攻撃力や耐久値、防御力を上昇させることができる。回復は工房Pを使って装備の耐久値を回復ができる。工房Pは時間が経てば少しずつ回復する。
ペット機能導入後、工房内にペットを配合させる項目が追加された。
ガチャ
ニコニコポイントを消費する事で、通常では入手できないアウター（自分のアバターのデザインを変更できる衣服や顔のパーツ）やペットをランダムで1つ入手することが可能。また、ガチャの中に入っている全てのアウターを入手することでコンプリート特典のアウターセットを入手できるようになっている。
また、ガチャを10回利用する毎に1度だけ無料でガチャを利用することが出来る。
一部のゲームサイトで配信されている課金式コンプリートガチャが問題視された為5月31日の緊急メンテをもって廃止が予定されている。
イベント
上記の「冒険マップ」とほぼ同様の内容の「クエスト」と、「冒険マップ」や「ばとる！」で手に入れた素材やアイテムを交換して特殊なアイテムを入手できる「納品」の2つのモードがある。
ロケット
不定期イベントのひとつで、所持している武器やアイテムをつぎ込むことでロケットを開発し、完成したロケットでぷちっと星の近くに存在する星々に向かうことが出来る。
イベント終了後は参加記念として特別なガチャチケット等の特典を得ることができる。

### コラボレーション
『STEINS;GATE』
ブラック★ロックシューターの生みの親であるhukeがキャラクターデザインを担当したアドベンチャーゲーム原作のメディアミックス作品。
「タイムマシーン」の故障でぷちっと星に転移したヒロイン達の為にロケット製作を行うというストーリー。達成報酬で各ヒロインの衣装が贈呈される。
『セブンスドラゴン2020』
当ゲームと同じくイメージエポックが開発に携わったPSPゲームソフト。惑星に襲来したドラゴン、ハンターを狙う謎の戦士トリックスターとの闘いで2度に渡る討伐イベントが行われた。参加配布及び討伐成功報酬で衣装やゲームに登場した武器が贈呈される。
『Fate/EXTRA』
イメージエポック開発のPSPゲームソフト。期間限定イベントが開催され、女主人公衣装の無料配布とサーヴァント衣装・武器の有料ガチャが行われた。

### ぷちっと★ロックシューター セクシー惑星の謎を追え！
ニコニコアプリ版の事実上の続編。
2012年9月6日にiOS専用アプリケーションとして配信開始。

#### 対応機種
- iPhone iPod touch iPad

#### 推奨動作環境
- iOS 5.0以上

#### APP価格
- アプリ本体は無料、ただし有料アイテム有

## ゲーム『ブラック★ロックシューター アルカナ』
新しい｢ブラック★ロックシューター｣を制作するプロジェクトとして2012年11月21日よりサービスが開始されたフィーチャーフォン・スマートフォン対応のモバイルゲーム。基本料金は無料。
理由は非公開だが、2013年6月28日と僅か半年程でサービス終了となり、その間、行われた期間イベントもわずか二つに留まっている。
夢の世界でB★RSに語りかけられる主人公は、友人に紹介されたネットで良く当たるタロット占いのホームページ『ARCANA』の裏サイトで発見した謎のゲームをプレイヤーとして攻略していく。
22のアルカナ属性に振り分けられたキャラクターカードを編成・強化して進めるRPGで、一日の運勢によって特定アルカナの能力値が上がるというシステムとなっている。

### 登場人物（アルカナ）
本作でブラック★ロックシューター以外のシリーズ定番キャラクターの愛称や二つ名が初めて掲示された。
現実世界のプレイヤー（アルカナ）
ジェイ
顔アイコンはSEG（ストレングス）。ゲームの先輩としてプレイヤーをナビするお喋りなユーザー。当初日本語が苦手で、本人曰く生まれはリヒテンシュタインで育ちは北海道。自身が人でないかのように、リアル年齢も約1歳（人間換算8歳）と言い切る。主人公は彼の持つ知識や言動から、その実態はAIの類ではないかと推察するが問われた本人は黙認する。
主人公らの他に三人一組のアルカナナイトと交流を持っており、緊急時の際は彼らに協力を仰ぐこともある。
一度興味を持ったものにはとことん追求する悪グセ（主な対象は異性交友）があり、似た者同士のキラ☆にすら注意（内容によっては赤面）される。
キラ☆
顔アイコンはD.M（デッドマスター）。天真爛漫でプレイヤーより高ランクのユーザーであり、ジェイも呆れるほどのマシンガントーク。リアルは中学二年生のバスケ部でAKEという音楽アーティストのファン。36歳の若主婦を母に持ち、Tukikiから羨ましがられた。「ジィジ」と呼び慕う叔父から耳年増な知識を得ており、マグロと名付けられた猫を可愛がっている。
フラットレインに掛かってゲームの世界に意識を囚われてしまうがTukikiの機転で危機を脱する。しかしニュースでリアルが割れてしまったために世間からアイドル扱いの時の人になってしまった。
Tukiki / 月見里（やまなし）
顔アイコンはBGS(ブラックゴールドソー）。キラ☆の友達でジェイ曰く「キラ☆のブレーキ役」。ゲーム発見の際にBGS名義のメールを受け取り、プレイヤーやジェイと接する内にゲームの異様さに気づき始め、仲間の身を案じる。リアルは年齢秘密のOL。過去に友達がフラットレイン症状に堕ちた事件を体験し、その際に何らかの理由で警察には良い印象をもたない。かつては撮影が趣味でバドミントンに熱を入れていたが、事件後はいずれも離れていた。『プリクロA』という人気TVシリーズの初期作品（に登場する女性人気イケメン悪役）のファン。
アルカナの戦士（主要キャラクター）
碧眼の少女 / B★RS（ブラック★ロックシューター） アルカナ『星』
プレイヤーの夢の世界に現れる謎の少女。裏サイトのゲームに容姿と酷似したデザインで同名のキャラクターが登場しており、平凡な日常から脱したいと願うプレイヤーは彼女が導くままにゲームを開始する。
元は星読みという役割を持っていたが何らかの理由で降りている。基本的に無表情だがプレイヤーから冗談のつもりで「黒岩さん」と命名されたら不貞腐れるなど少女らしい感性も持つ。
タイトル画面並びにプレイヤーとの会話においてコルセット調の衣装を大胆にも胸元を開いた着こなしで披露している。
翡翠の小悪魔 / D.M（デッドマスター） アルカナ『死神』
命のメッセンジャーを担う者でBGSの配下。無邪気でサディストな性格。
沈黙の妖精 / STR（ストレングス） アルカナ『力』
BGSの配下。皇帝家の警護だったが過去に任務を失敗した責をとって役割を降りている。二つ名通り無口だがBGSから相手にしてもらえる際は、見た目相応に子供の一面を見せる。かなりの健啖家。
黒髪の女王 / BGS（ブラックゴールドソー） アルカナ『女帝』
皇帝家の血を引いた最強の座に君臨する戦士。権威実力共に頂点であるが故に退屈を持て余し、暇つぶしに度々B★RSにちょっかいをかけて騒動を起こすため標的の当人は無論のこと、作中の戦士ほぼ全員の頭痛の種になっている。
輪廻の小姫 / チャリオット　アルカナ『戦車』
登場が予定されておりWFなどで配布されたが、公式サイトでもプロフィールの掲載はされなかった。
アルカナの戦士（シリーズ初登場）
探求の魔女 / Magician（エルダ・キャスタ） アルカナ『魔術師』
典型的な魔女の衣装を、シリーズ主要キャラクターが身に付けているのと同じ装飾品で彩った少女の姿をしている。
賢者と称されるアルカナワールド屈指の知恵者。気まぐれな性格も相まって彼女が誰につくかで多くの勢力が警戒している。
月下の女狐 / The Moon（ファーサイド・バニィ） アルカナ『月』
星読みの役割を持つ剣士。顔は紫色のバイザーをかけて隠しているが透けて見える目元だけでも端正な顔立ちと窺え、長い銀髪に豊満な身体を黒いボディスーツで包んだ美少女。
真面目で厳格な性格であり、同僚のB★RSが役目を降りたことに憤りを感じている。基本的に強気で攻めるタイプだが、性格や前述の意図しない魅惑的な容姿が災いし「ちゃん」付でからかってくるラヴネスが苦手で、皇帝家のBGSには頭が上がらず暇つぶしの対象になるなど苦労人の面がある。なお、ギャンブル好きでありながら勝負運がないという致命的な弱点がある。
混沌の歌姫 / The Lovers（ザ・ラヴネス） アルカナ『恋人』
ウェーブのかかった赤い髪に、胸元にハート型の開きがある服装が特徴。瞳が他のキャラクターより大きめにデザインされている。
その歌は「火山で歌えば噴火が止まる」と称される程に美しいが、彼女自身はアルカナきってのトラブルメーカーという二つ名を体現した人格。天真爛漫な性格で正反対のバニィからは苦手意識を持たれる。親しく見られるが両者の関係は不明である。
タイトメア・エリー / アルカナ『隠者』
黒いフードに紫色の仮面を付けた女性。カードに描かれたマークには『隠者』のマークが刻まれているが、公式サイトのプロフィールが未掲載であり、アプリの早期終了が決定してストーリーに関わる事がなかったために詳細不明。
征伐者
探索中に遭遇するレイドボス。かつてB★RSらと同じ世界の住民が堕ちた成れの果て。
煉獄の女王
女帝のアルカナとして世界に君臨するBGS。ただ自身が楽しむためにアルカナナイトに立ちはだかる。属性は魔装。
彷徨う流星
星のアルカナであるB★RSの負の意識が実体化した影であり、彼女と同等の姿をしている。属性は軽装。
監視者
両手に巨大な篭手を嵌めた幼女。チュートリアルで初対戦する相手ということもあり、驚異ではない。属性は軽装。
拘束
巨大な人形の胸囲に少女の手枷が繋がっている姿で、どちらが本体かは（顔アイコンが2種存在することもあって）不明。属性は重装。
快楽
上半身を裸に曝した、名を体現する妖艶な女性悪魔。属性は魔装。
憎悪
太った体型の醜い姿をした赤い悪魔。属性は軽装。
退却
虚ろな瞳をした女剣士。さほど強くないが出現時間がやや短く、速攻撃破を要する。属性は魔装。

### 用語（アルカナ）
『裏ARCANA』→『真ARCANA』
主人公プレイヤーが発見し、命名した本作の舞台となるゲーム。ジェイ曰く、拡張感覚がなければ存在を確かめることすら不可能。このゲームを攻略することはユーザーが喪失した物を取り戻すことに帰結すると語る。
アルカナナイト
主人公プレイヤーがゲーム内の属性であるアルカナとナイト（騎士）から呼称した『裏ARCANA』のユーザー名称。後にジェイの提案で拡張感覚能力者の総称となる。機械と敏感に反応してしまうという副次体質もあり、そのため主人公らは全員、身近な機器を破壊してしまった過去（特にキラ☆は相当数の被害額）を持つ。ジェイ曰く、「厨二病体質の最上級」らしく、名付け親の主人公本人も薄々自覚していた。
フラットレイン症状
携帯使用中に意識を失う原因不明の奇病。正体は『裏ARCANA』を長時間プレイし続けるとゲームの世界に意識だけが囚われるという驚愕の事実によるもの。不確実ながら、現実世界の身体に好きなアーティストの音楽を聴かせ続けるなど、精神に強くイメージできるものと触れさせれば治療できることをTukikiが突き止めた。アルカナナイトにはこの現象の危険が常に付き纏う。
電脳捜査室
警察組織が現実世界で起きる怪事件にネットが関わっていると断定し、結成された捜査本部。ジェイのハッキングによれば、構成員に最低でも2人のアルカナナイトが在籍している。
ジェイは彼らが強行手段に出た際の事態悪化を懸念し、主人公らの同意の下、牽制に入る。

#### 対応機種
Android

#### APP価格
- アプリ本体は無料、アイテムショップの利用にはモバコインを扱う。

## ゲーム『ねんどろいど じぇねれ〜しょん』
フィギュア「ねんどろいど」が作品の枠を超えて共演する、クロスオーバーの作品。ブラック★ロックシューター（声 - 花澤香菜）、デッドマスター（声 - 沢城みゆき）、ブラックゴールドソー（声 - 不明）が参戦。声付きでの出演だが、ブラックゴールドソーの担当声優名は公表されていない。

## ゲーム『ブラック★ロックシューター FRAGMENT』
2022年11月24日よりサービス開始のAndroid / iOS用のモバイルゲーム。基本プレイ無料(アイテム課金制)。開発・運営はG2Studios、配信はグッドスマイルカンパニー。 2023年12月22日に課金が停止され、2024年3月1日でサービスを終了した。また、3月7日から5月2日までオフライン版が配信される。

### あらすじ
22世紀半ば……
ネットワーク上に突如出現した「情報生命体」〈イノセント・クラウド〉は
各種工場、発電所、公共交通機関から、軍の兵器に至るまでを乗っ取り、圧倒的な兵力を以て人類に攻撃を開始した。
〈イノセント・クラウド〉はいかなる経緯で発生したのか？
そしていかなる理由から、人類に敵対するのか？
詳細は定かでないまま、高い致死性を持つウイルス兵器が使用されたこともあり、
高度情報通信網を失った人類は、世界各地で分断され、追い詰められていった。
やがて人類は旧来の、高度に電子化されていない兵器を主に、ウイルスに感染しない「シンセティック」を兵士として前面に押し出し、反撃を開始。戦場は人類不在のまま、〈イノセント・クラウド〉との戦いは永い膠着状態に入ることになる。
――西暦2209年10月13日。戦局を一変させるという〈イノセント・クラウド〉の新型兵器を破壊する為、「あなた」は、抗ウイルス兵器のワクチンを投与され、指揮官としてシンセティックの兵士達を率い、敵の施設へと侵入する。
そこで「あなた」が見たものは、巨大な機械につながれ、炎の様に光る瞳を持つ少女だった。
新型兵器の暴走により「あなた」は少女とともに未知の空間に飛ばされてしまう。それは……いくつもの「世界」をまたぐ、戦いの旅の始まりだった。

### 登場人物
主人公
AFARM所属軍人。階級は大尉→特務少佐。負傷により左手を失っており、機械的な強化措置を受けている。両親は征機戦争初期に爆撃で死亡し、妹のエリシュカも持病により死去している。一人称は「私」。
理性的な人物。考えを整理するために独り言をいう癖がある。戦闘経験も豊富で、激しい銃撃戦のさなかにあっても冷静な指揮を下すことができ、作戦行動中に適度にジョークを交えることもできる優秀な軍人。「ブレイブハート」作戦の直前まで30年間の冷凍保管処置を受けていたため、10年前から導入されたシンセティックたちへの偏見がなく、またシンセティックらの年齢が妹のエリシュカと近いこと、シンセティックが次世代の人類の母となる可能性があることから、軍人としての立場を踏まえながらも彼らには親身に接する。そのため、これまで使い捨ての駒として扱われてきたシンセティックらから信頼を寄せられている。
〈イノセント・クラウド〉の新型兵器破壊作戦「ブレイブハート」の現場指揮官として、孤島に上陸する。本来はバニー1のみが直属の部下であったが、上陸時に他の全指揮官が通信途絶したため、指揮官不在となった他部隊も指揮することになった。残存兵力を纏めて目標地点に到達するが、新型兵器の暴走により分裂した別世界に転移してしまう。元の世界に戻るため、部隊を率いてBRSフラグメントを探索する。

#### Bunny1(バニーワン)
新米兵士揃いの部隊。戦闘経験は浅いもののチームの結束は強く、連携が取れている。
エリシュカ
声 - 鬼頭明里
作戦行動中に出会った、記憶喪失の少女。燃える左眼と巨大な大砲を持ち、さらにこれらを自在に発現・収納できる異能を持つBRSフラグメントのうちの一人。
欲求が希薄で表情も言葉も乏しいが、無垢で素直な性格。主人公の妹エリシュカと瓜二つの外見であることから同じ名前を与えられた。彼女も主人公に懐き、その命に従って共に行動する。様々な世界の放浪と戦いを通して成長し、自身の謎に迫っていく。主人公のことは名前で呼ぶ。
ユズキ
声 - 市ノ瀬加那
部隊〈バニー1〉の隊長格であり、ムードメーカー。珊瑚色の髪をツインテールにまとめている。シンセティック由来の特徴は、細長い耳（エルフ耳）。
直感の鋭さと異様な幸運の持ち主。これまでの戦闘で弾に当たることもほとんどなかった。半面、緻密な行動・思考が苦手で、本人もこれを克服したいと思っている。細長い耳と、突撃要員としての役割を好むことから、「突撃エルフ」の異名を持つ。
フーリン
声 - 伊藤美来
部隊〈バニー1〉の副官。銀髪。シンセティック由来の特徴は、頭頂部から生える左右に向けられた短い狐耳。
よく言えば泰然自若、悪く言えばズボラな性格。作戦行動中でも暗所で寝てしまうといった問題行動も目立つが、冷徹な状況分析ができる気質であり、いざというときには優れた集中力を発揮する。また、精密射撃に秀でたスナイパーである。つかず離れずで隊長格のユズキを見守っている。
ナラ
声 - 本渡楓
部隊〈バニー1〉の観測手。栗色のショートヘア。シンセティック由来の特徴は、頭頂部から生える長く垂れ下がったウサギ耳。
気も押しも弱くいつも慌てふためいており、姉のような存在である同小隊のユズキとフーリンを頼りにしている。優れた聴覚により、ソナーのように遠く離れた敵の位置や数を把握する技能を持つ。また蹴りの力が強く、軽装甲車両のハッチを破ったこともあるキックは『駄々っ子キック』と呼ばれている。

#### Forge5(フォージファイブ)
数多の作戦行動にて実績を残してきた、エリート揃いの部隊。個々人の能力が総合的に高いため、同一部隊内でも単独行動することも多い。
イヴェット
声 - 佐倉綾音
部隊〈フォージ5〉の隊長。明るい赤紫色のウェーブがかかったショートヘア。シンセティック由来の特徴は、頭頂部から生える左右に向けられた蝙蝠耳。固有異能は、念動による空中での姿勢制御。
エリート揃いの部隊に相応しい理想的な兵士だが、言葉は厳しく、能力の低い者に対しての当たりが強い。戦場からの生還のためには手段を択ばず、無能な上官からの命令拒否や、足を引っ張る味方を排除してきた過去がある。優秀な兵士としてのアイデンティティが強いためか、これといった趣味がない。
ニコラ
声 - 金元寿子
部隊〈フォージ5〉の副官。金髪。シンセティック由来の特徴は、頭頂部から生える短い猫耳。固有異能は、超越知覚による目標の同時把握および同時射撃。
喜怒哀楽をストレートに表現する性格で、他部隊員とも交流が多い。エリートであることに誇りを持っており、ドローン破壊数は部隊内でも随一だが、猪突猛進な部分もあって作戦遂行率はあまり高くない。自身とはタイプの違うイヴェットに憧れ、その姿に近づこうとするも空回りしている部分がある。生のタマネギが苦手。
ヘロイーズ
声 - 下地紫野
部隊〈フォージ5〉の一員。牡丹色の巻かれた長髪。シンセティック由来の特徴は、漆黒の羊角。固有異能は、念動での高速振動による装甲を無視した内部破壊。
淑女のような物腰だが、嗜虐的な性格。痛覚等の感覚が薄いためか、苦しみのわかる相手に対してはいたぶるような戦い方をする危うい面を持つ。味方に対しても、ニコラやナラなどのわかりやすい反応を示す相手に対して、サディスティックなコミュニケーションをとる傾向がある。
アドレイド
声 - 井澤詩織
部隊〈フォージ5〉の一員。長めの銀髪を左右に纏めている。褐色肌。シンセティック由来の特徴は、細長い耳（エルフ耳）。
兵士としての性能は異常なほど高く、任務は誰よりも早く完遂する。一方で極度な面倒くさがり屋というメンタル面が彼女の運用を難しくしており、フォージ5隊員と組ませることで試験運用が続けられている。プライベートでも、自身は動かずにドローンを操縦して身の回りを雑事をこなす様子がしばしば見られる。

#### Clock404(クロックフォーゼロフォー)
戦闘経験豊富なベテラン揃いの部隊。コルヴァとウィルマはシンセティックではなく、ナノマシン投与による強化人間（自然発生人）である。そのため、現場指揮官が不在でも独自に判断して行動できる、（人間に対する攻撃禁止のマインドセットが行われていないため）人間に対して攻撃できるなど、他部隊にない特長を持つ。
アルネッセ
声 - 日笠陽子
部隊〈クロック404〉の隊長。深紅の赤毛。シンセティック由来の特徴は、細長い耳（エルフ耳）。固有異能は、経験と勘に基づく確実な脱出路の可視化。
社交的で明るい性格。重ねてきた苦労を感じさせない飄々としたベテラン兵士。特にバニー1の面々からは「アル姉」と呼ばれるほどに慕われている。その経験の長さと顔の広さから、多部隊を含めた全体の調整役となることもある。
コルヴァ
声 - 伊藤かな恵
部隊〈クロック404〉の副官。白髪のショートヘアだが、右前髪だけを伸ばして、強化人間施術により失った右目を隠している。固有異能は、弾丸への分子構造干渉による榴弾化。
冷静沈着なスナイパー。無気力気味な性格だが〈イノセント・クラウド〉への憎悪は深く、アルネッセに窘められる場面も多い。強化人間となったことで膂力が発達しており、対戦車ライフルを立射することもできる。おもちゃのタバコをお守りにしており、これを咥えていると不思議と命中率が上がる一方、手元にないといつもトラブルに見舞われるので、予備をいくつも携えている。
ウィルマ
声 - 古賀葵
部隊〈クロック404〉の一員。黒髪だが、ところどころに緑髪が混じる。固有異能は、念動の応用による射撃の精密化（フルオート速度でも精密な射撃が可能になる）。
寡黙な言動かつ独特な感性のため、他者に冷たい印象を与えているが、実は人情家。過去の負傷により義眼になっており、私生活では仲間からのサポートが不可欠。面倒見がいい性格で、特に幼年者に対しては世話を焼きたがる。

#### Brownie9(ブラウニーナイン)
『不良品』の烙印を押された、尖った性能を持つ兵士揃いの部隊。製造時に性能基準を満たさなかった個体で編成されている。
エイブリル
声 - 日高里菜
部隊〈ブラウニー9〉の隊長。やわらかい赤紫色の髪で黒縁眼鏡をかけている。シンセティック由来の特徴は、頭頂部から腰ほどまで伸びるヒョウ柄の太い双尾。
言語能力に問題があるのか、片言のような言葉遣いをする。几帳面な性格で計画通りに物事進めるのが得意な反面、臨機応変な対応は苦手。また、一度は不良品の烙印を押された自身がスナイパーへの高い適性を示した経験から、「偏っていても適材適所に正しく運用すれば戦果を挙げられる」という信条を持つ。超長距離射撃が得意。
コンスタンス
声 - 水瀬いのり
部隊〈ブラウニー9〉の副官。白髪の細長いツインテール。シンセティック由来の特徴は、猫耳。固有異能は代謝の操作で、一時的な身体能力の向上や負傷悪化の遅滞などに利用できる。
人当たりは良いものの部外者に対しては人見知りな一面がある。不測の事態における即応能力と大雑把さが持ち味であり、エイブリルとは弱点を補う相棒同士。また、不良品として処分されかけたところをエイブリルに救われたこともあり、彼女を姉として慕っている（シンセティックには血縁関係はないので、実姉というわけではない）。
グレイス
声 - 黒沢ともよ
部隊〈ブラウニー9〉の一員。金色の長髪。シンセティック由来の特徴は、長く伸びたウサギ耳。
基本能力が低いせいで廃棄処分されかけたため非常に臆病。グレネードランチャーの扱いに長けており、様々な弾薬を使いこなす。また、ナラ同様に聴覚が優れているため、音響による空間把握などの特化能力で部隊を支える。生野菜全般が苦手。

#### Suicide7(スーサイドセブン)
曲者揃いの傭兵部隊。制御不能に見えるが、やりたいことがやれる分には言うことを聞き、情には厚い面を持つ、ある意味で裏表のない部隊でもある。かつてはAFARM所属だったが、統制を離れて戦場を放浪した後に傭兵部隊としてAFARMと契約した経緯がある。
ナオミ
声 - 茜屋日海夏
部隊〈スーサイド7〉の隊長。紫のボブカットで、黒基調のマフラーを巻いている。シンセティック由来の特徴は、額上部から生えた不揃いの角。固有異能は、精神感応による対象の停止。視線だけで発動できるが精神感応の応用であることから機械（EXMATA）には効きにくい。
鷹揚かつ飄々とした性格で、アルネッセとはまた違った形での経験豊富さを感じさせる古参兵。敵の殲滅に執着する一種の戦闘狂で、突撃小銃2丁を抱えて敵陣中央に飛び込んでいく。部隊長ではあるが型にははまらず、君臨すれども統治はしない。戦闘以外のことには執着が薄く、物資は浪費しがちである。人を見る目は確かで、「指揮官向きではない」性格の主人公にはたびたび忠告をする。郭詞のような言葉遣いで、主人公のことは「大将」と呼ぶ。
ローラ
声 - 内田彩
部隊〈スーサイド7〉の副官。藍色のショートヘアで毛先が跳ねている。シンセティック由来の特徴は額上部から生えた角だが、ナオミほど長くなく前髪に隠れている。固有異能は、基本性能が一定時間跳ね上がる『鬼の一刻』。発動は角の本数が増える。
言葉遣いや態度が乱暴だが、根は純情であり、可愛いものに弱く新米には強く当たれない。ナオミのことは姉上と呼び慕い付き従う。ひた隠しにしているが、水彩画が趣味。
リサ
声 - 秦佐和子
部隊〈スーサイド7〉の一員。銀髪のルーズサイドテール。シンセティック由来の特徴は細長い山羊角。
個性的な部隊員に振り回される、母のような存在。損得勘定が適当なスーサイド7の物資管理を担当しているが、倹約家が行き過ぎて守銭奴と化しており、「銭ママ」のあだ名がついている。
エネース
声 - 上坂すみれ
部隊〈スーサイド7〉の一員。銀髪のボブカット。強化人間で、足には高周波ブレードが内蔵されている。
けたたましく叫び、笑い、狂騒的に飛び回りながら戦う。日常会話でものべつ幕なしに喋り立てるが、悪気はない。一見すると狂戦士のようだが、本来は気弱な性格で、マスク着用により自身を鼓舞する自己暗示を行っているため、マスクを外されると素の性格に戻る。ピーマンが苦手。

#### Secret(シークレット)
ミア
声 - ファイルーズあい
廃棄資料　No.■■　内――れし神―力――
非常に強い力を持つ特殊個体。問題を力で解決しようとする謎のシンセティック。誰の命令も受けず、自由に生きている。プリンやハンバーグが好物。
メインストーリーに関与しない特殊キャラクターで、特別戦域『激闘すくらんぶる』のストーリーにのみ登場する。ガチャ排出もされないが、ゲーム内ミッションをクリアすることで誰でも確定で入手できる。

#### Unknown(アンノウン)
スミナ・アマノ
声 - 名塚佳織
〈BRS〉の世話係の女性。戦闘能力はないものの、バーバヤガーの運用知識と権限を持っているほか、科学・環境・歴史など広範な知識を有しており、主人公をサポートする。
その正体は試作擬人型EXMATAであり、脳・骨格・臓器の一部以外は生身の身体で構成されている。〈イノセント・クラウド〉の端末として活動していたが、新型兵器の暴走以降は〈イノセント・クラウド〉との接続が切断されたため、擬人型EXMATAの機能として、主人公たち（人間）を模倣しながら自らを人間と偽り、BRSフラグメントを確保するために主人公たちに協力する。しかし学習機能に制限が設けられていなかったためか自我が想定以上に発達し、自らの有り様に疑問を覚えていく。

#### 不明
ヒルカ
声 - 和氣あず未
BRSフラグメントの一人。エリシュカによく似た、しかし色が反転したような外見をしており、髪は白く右目に赤い炎を灯す。
他のBRSフラグメントよりもオリジナルに近く、彼女の記憶や知識を保持している。自らが不完全な存在であると自覚しており、完全な存在となってBRSとしての使命を果たすために、他のBRSフラグメントを取り込もうとする。
外見はゲーム『ブラック★ロックシューター THE GAME』に登場するWRSと瓜二つだが、武装はエリシュカに近い。

### 用語
〈イノセント・クラウド〉
人類が開発した分散処理型人工知能。突如として人類に反旗を翻し、世界中の機械を乗っ取って人類への全面戦争（征機戦争）を開始した。人類に対する要求などは何も出しておらずコミュニケーションも取れないため、人類側はこの絶滅戦争への対応を余儀なくされている。
EXMATA
〈イノセント・クラウド〉が操る自律攻勢兵器群。もともとは人類が使用していた通常兵器だったが、ネットワーク接続可能なものは全て〈イノセント・クラウド〉に乗っ取られた。征機戦争開始後には独自兵器を開発・量産を開始しており、諜報・テロ用に人間に偽装した擬人型なども存在する。
AFARM
征機連合軍。征機戦争における人類側の軍隊。しかし各種インフラや兵器の突然の喪失の影響は甚大で、かろうじて持ちこたえているだけの状況となっている。
シンセティック
合成遺伝子から作り出された人造人間。兵員不足に陥り、自動兵器も使用できないAFARMが製造した兵士。自然発生人と区別するために、外観にそれとわかるような特徴（動物の耳など）が意図的に施されている。また、自然発生人に対する攻撃禁止のマインドセットが施されている。兵卒としての教育は為されている一方で、それ以外の教育は行われていないため、高度に抽象的な概念は理解しにくい傾向がある。自然発生人である上官の命令に基づいて行動するよう教育されており、命令に忠実である反面、上官が不在になると混乱しやすくなる傾向がある。AFARMの管理から外れた（脱走など）シンセティックの一部はレベルス（反乱軍）と名乗り、AFARMに反旗を翻している。
〈BRS〉
〈イノセント・クラウド〉が開発した新型兵器（時空干渉兵器）の部品。淘汰圧を高めた特殊な環境において人類から発生する、「時空に干渉する能力」を持った人間の少女である。暴走により彼女自身が複数個のカケラ（BRSフラグメント）に分裂し、その影響で世界も分裂してしまう。
バーバヤガー
〈BRS〉の保管施設。〈BRS〉が人間であるため、人間が生活できるように住環境が整備されている。緊急時に施設ごと脱出できるようになっており、4本足や電磁浮遊しての移動が可能。ドローンなどによる自動防衛設備のほか分子プリンターも備えられており、補給物資さえあれば長期の作戦行動が可能である。新型兵器暴走時に主人公たちと共に別世界へ転移したたため、主人公たちの活動拠点として運用されるようになる。

## 関連商品
- ノンスケールフィギュア
  - POP UP PARADE ブラック★ロックシューター (2021年11月発売、グッドスマイルカンパニー)
  - POP UP PARADE デッドマスター (2021年11月発売、グッドスマイルカンパニー)
- 1/7スケールフィギュア
  - ブラック★ロックシューター HxxG Edition. (2023年8月発売予定、マックスファクトリー/グッドスマイルカンパニー)
- 1/8スケールフィギュア
  - ブラック★ロックシューター（2009年12月発売、グッドスマイルカンパニー）
  - ブラック★ロックシューター Black blade ver.（2010年6月発売、グッドスマイルカンパニー）
  - ブラック★ロックシューター -animation version-（2010年11月発売、グッドスマイルカンパニー）
  - デッドマスター -original version-（2010年11月発売、グッドスマイルカンパニー）
  - デッドマスター -animation version-（2011年4月発売、グッドスマイルカンパニー）
  - ブラックゴールドソー -animation version-（2011年6月発売、グッドスマイルカンパニー）
  - ブラック★ロックシューター inexhaustible Ver. (2022年5月発売、マックスファクトリー/グッドスマイルカンパニー)
- ねんどろいど
  - ブラック★ロックシューター（2010年8月発売、グッドスマイルカンパニー）
  - デッドマスター（2010年12月発売、グッドスマイルカンパニー）
  - ブラックゴールドソー（2011年4月発売、グッドスマイルカンパニー）
  - ストレングス（2011年7月発売、グッドスマイルカンパニー）
    - ねんどろいどに関しては、CHAN×CO書き下ろしのパーツが付属する。

  - ねんどろいどぷらす ぬいぐるみシリーズ17 ブラック★ロックシューター（2010年10月発売、Gift/グッドスマイルカンパニー）
  - ねんどろいどぷらす ぬいぐるみシリーズ36 デッドマスター（2011年5月発売、Gift/グッドスマイルカンパニー）
- figma
  - ブラック★ロックシューター（2010年8月発売、マックスファクトリー/グッドスマイルカンパニー）
  - デッドマスター（2010年10月発売、マックスファクトリー/グッドスマイルカンパニー）
  - 黒衣マト 制服ver.（2011年2月 ワンダーフェスティバル 2011［冬］限定発売、マックスファクトリー/グッドスマイルカンパニー）
  - 小鳥遊ヨミ 制服ver.（2011年7月発売、マックスファクトリー/グッドスマイルカンパニー）
  - ブラックゴールドソー（2011年3月発売、マックスファクトリー/グッドスマイルカンパニー）
  - ストレングス（2011年6月発売、マックスファクトリー/グッドスマイルカンパニー）
  - WRS（PSPソフト『ブラック★ロックシューター THE GAME ホワイトプレミアムBOX』に付属、マックスファクトリー/グッドスマイルカンパニー）
- メタルチャーム
  - ブラック★ロックシューター メタルチャームコレクション01「★Rock Cannon」（2010年7月発売、グッドスマイルカンパニー）
  - ブラック★ロックシューター メタルチャームコレクション02「Dead scythe」（2010年11月発売、グッドスマイルカンパニー）
  - ブラック★ロックシューターシルバーネックレス（星型／スカル）（2011年1月発売、グッドスマイルカンパニー）
- アーケードゲーム
  - LORD of VERMILIONRe:2（「B★RS」名義でカード化）
- トレーディングカードゲーム
  - ヴァイスシュヴァルツ エクストラブースター　ブラック★ロックシューター（2010年1月発売、ブシロード）
- 書籍
  - ブラック★ロックシューター フェノメノン（2010年12月14日発行、ホビージャパン、ISBN 978-4-7986-0161-8）
- CD
  - BLACK★ROCK SHOOTER ANIMATION; ORIGINAL SOUNDTRACK & REMIXES（コミックマーケット79限定販売→一般販売、TamStar Records）
- Blu-Ray
  - ブラック★★ロックシューター DAWN FALL Blu-ray ①【特装限定版】(2022年7月27日発売予定、バンダイナムコフィルムワークス)
  - ブラック★★ロックシューター DAWN FALL Blu-ray ②【特装限定版】(2022年8月26日発売予定、バンダイナムコフィルムワークス)
  - ブラック★★ロックシューター DAWN FALL Blu-ray ③【特装限定版】(2022年9月28日発売予定、バンダイナムコフィルムワークス)
  - ブラック★★ロックシューター DAWN FALL Blu-ray ④【特装限定版】(2022年9月28日発売予定、バンダイナムコフィルムワークス)
- その他
  - 『秋葉原公式切手』（2011年3月末発売 秋葉原駅前商店街振興組合）

## 漫画

### ぶらっくろっくちゃん
角川書店発行の4コマ漫画雑誌『4コマnanoエース』においてVol.1（2011年3月9日発売）からVol.10（2012年2月9日発売）まで連載された。作者はringo。
最終話は単行本の方が、同誌Vol.10より5日早く掲載されるという、変則的なものとなった。
この作品における、ブラック★ロックシューターは「ろっくちゃん」という名で2頭身の幼女になっている。内容は主に季節ネタを題材としたコメディ風となっている。

#### 世界観
登場人物が暮らしているのはどこかにある、ほとんどが岩で出来ているという世界。そうした世界の作りのために食料は何らかの方法で別世界から取り寄せている。
また、理由は明かされないが、この世界の子供は成長が極端に遅く、中には一生子供のままという特性がある。

#### 登場人物（ろっくちゃん）
ろっくちゃん（ブラック★ロックシューター）
遊ぶことと食べることが好きな幼女。自身の武器であるロックキャノン(Black rock cannon)は、原作と比較して鉄板に弾かれる程度と、威力は控えめ。でっちゃんと2人で仲良く暮らしている。カナヅチ。
でっちゃん（デッドマスター）
ろっくちゃんを娘のように可愛がり、子煩悩な一面を見せる。登場人物では一番マトモそうに見えるが、戦闘力が凄まじい上に子供相手でも容赦しない（武器を使った危険な遊びの際に「ろっくちゃんは頑丈だから大丈夫」等と）という若干危ない一面を持つ。「年増」呼ばわりされるのを嫌う。修理予定のロックキャノンの暴発で全壊した武器屋の修理費用を捻出するために、その店でバイトをしている。
ドクとクロ（スカルヘッド）
ろっくちゃんの遊び相手。笑ったり、冷や汗を流したりと感情が豊か。
スーさん（ストレングス）
ろっくちゃんの友達。ろっくちゃんと同じ幼女でありながらの健啖家で、たとえ睡眠中でも衰えることはない。常に無表情だが泣き出すと手が付けられなくなる。特大アーム(Orge Arm)を使った作業が得意。
武器屋のおばあちゃん（本名不詳）
武器屋の女主人。髑髏型の帽子をかぶり、同じく髑髏型の煙管を吹かしている。部品調達を理由に、でっちゃんに店番を任すなど自分勝手な一面を見せる。兄貴タイプの男性が好み。何故か武器屋の在庫には商品に混じって恐ろしいもの（画にモザイクがされる）が置かれている。
ステア
武器屋のおばあちゃんの孫娘。背丈はろっくちゃんより若干低いが、なぜか彼女を「ちび」呼ばわりする。祖母（武器屋のおばあちゃん）に似て、自分勝手な性格である。武器はおばあちゃんからもらったマシンガン。
ごるどさん（ブラックゴールドソー）
ステアたちが通う保育園の先生。子供たちの成長を写真に収めるのが日課。園児たちの悪戯をやめさせるために、ナイフ(King saw)を投げる能力を身に付けたが、それを不審な人物へ反射的に投げつける癖も身に付いてしまった。着せ替えが趣味。

#### 単行本（ろっくちゃん）
2012年2月4日発売、ISBN 978-4-04-120142-8

### ブラック★ロックシューターイノセントソウル
角川書店発行の漫画雑誌『ヤングエース』において2011年7月号（2011年6月4日発売）より2012年6月号まで連載された。作者は鈴木小波。この作品では第○話をscene：○と表現している。

#### あらすじ（イノセントソウル）
天国と地獄の狭間の世界「ハザマ」の掃除屋ブラックスターの少女・ロックはハザマの住人・ロンと共に迷い込んだ死者の魂・「ヨドミ」を浄化する日々に明け暮れていた。そんな彼女らの前に、魂の姿に戻った「ヨドミ」を喰らうブラックスター・デッドが現れたのを皮切りに、ロックの瞳に映る世界は徐々に変わってゆく。

#### 登場人物（イノセントソウル）

##### ブラックスター
ハザマに迷い込んだ魂を浄化するために戦う少女たち。本来はハザマの住人によって管理されていたヨドミの魂であり、人だった頃の記憶は消えている。それゆえにハザマの住人らの中には道具のような扱いをするものも少なくなく、感情など不要とまで考える者もいる。共通として身に着けた衣類のどこかに必ず☆マークがあり、戦闘時は片目に瞳と同じ色の焔が灯る。
ロック（ブラック★ロックシューター）
ブラックスター〇一四五一号。「宝石」と称される程に美しく青い瞳をしたマントを羽織る少女で、普段は無表情だが、胸が小さいことを気にしたり、色恋沙汰に興味津々などと年頃の娘らしい一面も持つ。武器はロンが変化するRock Cannonと刀身が黒い刀。女子校生のヨドミ・中村華子が他生徒から虐げられた記憶を垣間見たことと、アクタの死で自身が元はヨドミということを知ると、生前の記憶を求めるようになる。生前は女子校生であり、他生徒から身体に煙草の火を押し付けられた記憶から、火を見ると我を失ってしまう。
記憶を取り戻した際は虐げられた末に転落死したという過去に耐え切れず、心が折れかけたが少年の姿をしたロンに励まされ自我を取り戻す。その後、自身を消そうとするラムとデッドに立ち向かい、ヨドミ化したデッドに共に在りたいという意思を見せ、彼女の魂を取り込み原画のブラック★ロックシューターに近い服装となる。絶望するラムを救う為に向き合い、ハザマの住人たちに「イノセントソウル（無垢な魂）」という呼び名を与えて彼女が浄化した後も彼らのために戦い続けることを誓う。
身長160cm、スリーサイズは上から68・58・70。左目に青い焔が灯る。
デッド（デッドマスター）
ブラックスター〇一二二七〇号。武器はこれまでのDead scytheや鎖ではなく、二体のスカルが変化した片手用の三叉槍であり、右目が緑色の焔で灯る。本来なら浄化して還す魂を「食べる」という不可解な行動を繰り返し、ロックと出くわしては意味深な言葉を残す。食事の際はもちろん、機嫌が良い時にも口から大量の涎を流すのでロンから「ヨダレ女」と称される。生前、夫婦として共に過ごした男の下に還る事を望み、ヨドミの魂を取り込み続ければそれが為ると信じていたが、ラムの狂言だと本人に暴露され、ヨドミとなる。その驚異的な力でハザマを危機に貶めるがロックの呼びかけで元の姿と感情を取り戻し、自ら望んで討たれ、ロックに魂を取り込まれた。
ヨドミ化デッド
浅黒い肌に黒く染まった瞳が特徴。刃のように変化した翼と巨大な爪が武器で、ヨドミを取り込み続けた影響からか多数のブラックスターを圧倒する力を持つ。
ラム
ブラックスター〇〇〇〇〇〇一号。羊を彷彿させる角に左目が灯る淡紅の瞳をした女性。二対の巨大な円形刃と、黒い球体を操り戦う。最初の一人としてか管理者の会議に上の存在として立ち合っている。記憶を求めるロックの前に現れ、その身を案じる一方で、彼女の精神が追い詰められることを嬉々とするなど異常な姿を表す。その真意は何もないハザマの景色を変える為にヨドミからブラックスターを生み出したが、ただ変わらない時間が過ぎていくように存在する意味を見い出せず、住人たちの「願いや夢に価値がない」と結論付けてハザマの消滅を渇望するに至った。その正体はホタルの魂であり、生前、群れの内で自分だけ発光できずにいた未練でハザマに取り残されてしまっていた。最後は精神世界に進入したロックの呼びかけで浄化される。
アクタ
ニコと組んでいたブラックスター。右目が灯る、無表情で無口な少女で武器は金槌。ロックと共に虎のヨドミと戦ったが首筋から肩を食いつかれて死亡し、ロックの眼前で魂に戻る。

##### ハザマの住人
人間に近いものもいれば、動植物や名状し難い様々な姿をしている者もいる。
ブラックスターの相方
主に非人型で、姿を変える能力を持ったブラックスターの武器でありアドバイザー達。
ロン
蛇のように細長い身体をしたロックの相方。戦闘時にはロックの右腕に巻き付いてRock Cannonに変化する。厭味ったらしい口調で他者をからかう際には大爆笑するので、度々ロックからシメられる。デッドから「ツッコミヘビ（当人は蛇扱いされるのが大嫌い）」と称される。ロックの精神世界ではロングコートを纏った少年に姿を変えた（ロン曰く「ロックの望んだ姿」）。
スカル（スカルヘッド）
二体一組で頭蓋骨の姿をしたデッドの相方。言葉が喋れないのか一言も会話をしない。戦闘時には二体が融合して三叉槍に変化する。人一人運べる程には身体（頭?）が大きく、空も飛べるのでデッドの乗り物にもなる。デッドがヨドミ化した以降はどうなったか不明。
ニコ
丸い身体にウサギの耳のような物がついた女の住人。ロンとは以前から知り合いだがブラックスターに仲間意識を持たず、使い捨てのゴミ扱いしている事から、表には出さないものの良い仲とは呼べない。ヨドミ化デッドを討伐せんと集結したブラックスターの中に一コマだけ姿が見えるが、共々返り討ちにあったかその後は不明。
管理者
「ヨドミ」を監視し、ブラックスターの処遇を話し合う五人（初描写で一人消されてしまう）。彼らが囲うテーブルはオセロ盤のようになっており、黒が「ヨドミ」と示している。
ジオウ
葉や枝のない樹のような姿をした管理者。ブラックスターを「もう腐っている」と称し、彼らを庇う発言をしたオルオを消す等、残忍な性格をしている。ハザマを破壊するヨドミ化デッドを倒すため、ブラックスターに召集をかけたが全く歯が立たず、共々返り討ちに遭い死亡。
オルオ
老人の像のような姿をした管理者。「「ヨドミ」の行く末を今しばらく見守る」という考えを持ち、元はヨドミであるブラックスターに掃除させるという行為に否定的な意見を持つ等と彼ら唯一の良心だったが、ジオウの気に触れたためか、その場で消されてしまう。
scene：6に同作者の作品『アクジキ』に登場したアトが人間の子供として出演している。
- アクジキ - マンガ図書館Z（外部リンク）

#### 単行本（イノセントソウル）
1. 2011年11月4日発売、ISBN 978-4-04-120045-2
2. 2011年12月28日発売、ISBN 978-4-04-120046-9
3. 2012年6月4日発売、ISBN 978-4-04-120284-5

### ブラック★ロックシューター THE GAME
角川書店発行の漫画雑誌『月刊コンプティーク』において2011年9月号（2011年8月10日発売）から2012年9月号まで連載された。作者はTNSK。

#### 登場人物（THE GAME）
#コンピュータゲーム項にて紹介。

#### 単行本（THE GAME）
1. 2012年2月10日発売、ISBN 978-4-04-120126-8
2. 2012年9月26日発売、ISBN 978-4-04-120400-9

### マジキュー4コマ　ブラック★ロックシューター
エンターブレイン発行のアンソロジー4コマコミック。
1. 2012年2月6日発売、ISBN 978-4-04-727803-5
2. 2012年3月24日発売、ISBN 978-4-04-728020-5

## コラボレーション
プロレス
- 2011年5月5日、「ブシロードレスリング」では、プロレスラーとしても活動している浦えりかが「ブラック★ロックシューター」に変身し実在のプロレスラーとして参戦する[50]、対戦相手は本作でもライバルの「デッドマスター[51]。」

検索エンジン
- 2012年3月15日から5月15日にかけてインターネット検索エンジン「goo」とのキャンペーンが行われた。ブラック★ロックシューター版のトップページからはプレゼントキャンペーン「-カガリのマカロン診断-あなたのマカロンは何？」に応募でき当選者数名にアニメキャストのサイン入りポスターが贈られる[52]。キャンペーン期間終了後も検索エンジンのトップページがブラック★ロックシューター版のデザインに設定を変更できたが現在はそれも終了している。

ゲーム
- 2017年7月31日から8月31日にかけてソーシャルゲーム「ウィッチ・アームス〜魔法少女は眠れない〜」にキャラクター達のカードやSDキャラが登場した[53]。ゲームのプラットフォームはGREE、Mobage、mixi、ヤマダゲーム、にじよめでプレイ可能だった。
- 2022年5月10日に基本プレイ無料のモバイルゲーム「プロジェクトセカイカラフルステージ！feat.初音ミク」に「ブラック★☆ロックシューター DOWN FALL」の放送記念タイアップキャンペーンとして、5月23日までにログインした人に「B★RSなりきり衣装」が配布された。また、プレイできる楽曲に「ブラック★ロックシューター」が追加された。